# Indo-européen commun
Cette page contient des caractères spéciaux ou non latins. S’ils s’affichent mal (▯, ?, etc.), consultez la page d’aide Unicode.
« Indo-européen » redirige ici. Pour le peuple, voir Indo-Européens et Proto-Indo-Européens.
L'indo-européen commun, proto-indo-européen (PIE) ou indo-européen (IE) est une langue hypothétique considérée comme l'origine unique des langues indo-européennes actuelles. Cette possible protolangue est partiellement reconstruite par les linguistes à partir des similitudes entre langues souvent disparues mais réelles et connues et partiellement à partir des schémas de transformation notamment phonologiques bien identifiés. Le proto-indo-européen n'est pour le moment qu'une hypothèse tentant d'expliquer des ressemblances qui se manifestent avec régularité, sa principale contre-hypothèse étant le modèle de l'aire linguistique. Cependant, le consensus considère l’indo-européen comme une langue ayant réellement existé, caractéristique d’un peuple[réf. nécessaire]. Il ne le considère pas comme un pur « artefact » de la recherche, construit par induction et déduction, qui tire toute sa valeur de cela.
La connaissance de l'indo-européen repose donc sur la linguistique comparée, notamment sur la morphologie et la phonétique étudiées dans leur perspective historique. On peut reconstruire quelques aspects, sinon vraisemblables, du moins puissamment explicatifs du point de vue de la linguistique historique, de sa phonologie, de son lexique et de sa morphologie. L’indo-européen connaît deux tendances: les comparatistes philologues privilégient l'emploi de façon algébrique et mécanique de formules et de règles phonétiques alors que les comparatistes linguistes visent d'abord une proto-langue réaliste et acceptable, c'est-à-dire un état de langue possible. Les évolutions des études indo-européennes visent à concilier ces deux tendances, à la fois en améliorant l'efficience de l'emploi de formules et de règles et en renforçant le réalisme. Des recherches actuelles tentent de reconstituer quelques traits de sa syntaxe.
Selon l'évolution supposée par la très grande majorité des linguistes, cette langue commune a ensuite connu un phénomène de dialectalisation expliquée notamment par la dispersion géographique des locuteurs donnant les différentes langues indo-européennes, comparable à la dialectalisation que connaîtra le latin bien des siècles plus tard.

## Découverte et reconstruction

Classification des langues indo-européennes.

### Quand et où l'indo-européen a-t-il été parlé?
La localisation géographique et temporelle du « peuple indo-européen » a donné lieu à diverses hypothèses. L'hypothèse kourgane est le modèle le plus reconnu dans le monde universitaire,. Il postule que la culture kourgane est celle des hypothétiques locuteurs de l'indo-européen reconstruit.
Le processus de « satemisation », à l'origine de la séparation entre langues satem et langues centum, a probablement commencé dès le IVe millénaire av. J.-C., et la seule chose tenue pour sûre est que cette proto-langue a dû se diversifier en dialectes sans rapports directs les uns avec les autres vers la fin du IIIe millénaire av. J.-C.
La plupart des linguistes estiment que l'intervalle entre la période où existait effectivement de l'indo-européen et les premiers textes attestés (autour du XIXe siècle av. J.-C., voir les tablettes de Kültepe) varie entre 1 500 et 2 500 ans, avec des propositions extrêmes qui vont jusqu'à 5 000 ans.
Plusieurs modèles de datation et de localisation existent :
- le IVe millénaire av. J.-C. (excluant la branche anatolienne), en Arménie moderne, selon l'hypothèse arménienne, proposée dans le cadre de la théorie glottalique (en) ;
- le Ve millénaire av. J.-C. (IVe millénaire av. J.-C. en excluant la branche anatolienne) dans la steppe pontique, selon la prédominante hypothèse kourgane ;
- le VIe millénaire av. J.-C. ou plus tard en Europe du Nord, selon le modèle de Lothar Kilian et de Marek Zvelebil d'un « foyer large » ;
- le VIe millénaire av. J.-C. en Inde, selon Koenraad Elst (« Out of India theory » (en)) ;
- le VIIe millénaire av. J.-C. en Anatolie (ou le Ve millénaire av. J.-C., dans les Balkans, en excluant la branche anatolienne), pour Colin Renfrew, inventeur de la théorie anatolienne ;
- le VIIe millénaire av. J.-C. (ou le VIe millénaire av. J.-C. en excluant la branche anatolienne), selon une étude de 2003 de glottochronologie[6] ;
- le Paléolithique supérieur, avant le Xe millénaire av. J.-C., dans la thèse de la continuité paléolithique.

### Historique de l'indo-européanisme

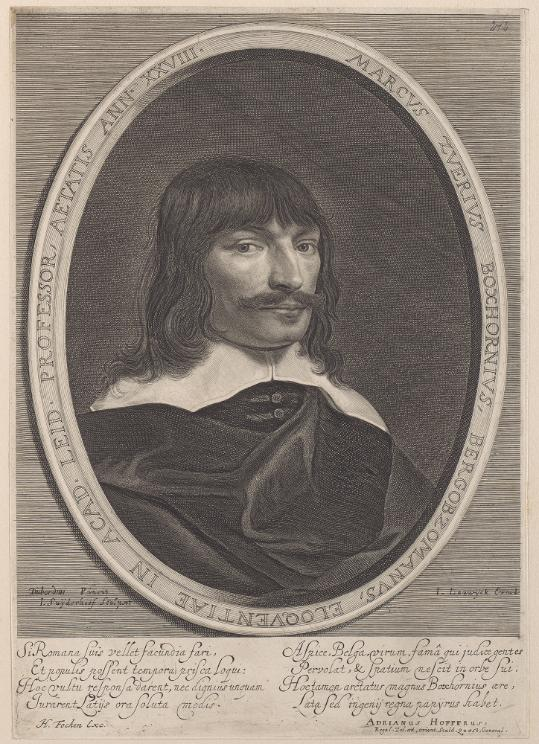
Marcus Zuerius van Boxhorn, gravure, collections de l'université de Leyde.

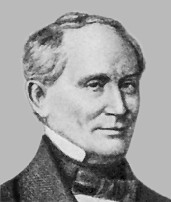
Franz Bopp, l'un des pères des études indo-européennes.

Dès la fin du XVIe siècle, des savants constatent certaines ressemblances dans les langues européennes avec le persan ou le sanskrit. Dans les années 1640, deux professeurs de l'université de Leyde, Marcus Zuerius van Boxhorn et Claude Saumaise, développent chacun la thèse selon laquelle toutes ces langues descendraient d'un ancêtre commun, qu'ils baptisent le « scythique ». En 1686, le philologue suédois Andreas Jäger (it) propose, sur fond de comparatisme, que la plus vieille langue de l’Europe proviendrait du Caucase.
L'idée de la parenté de ces langues est plusieurs fois reprise dans les temps qui suivent. Elle est notamment soutenue avec vigueur par l'Anglais William Jones qui, lors d'une conférence en 1786, intègre le sanskrit à l'ensemble constitué par les langues européennes et le persan. Toutefois, c'est au début du XIXe siècle que l'étude de la question connaît un tournant méthodologique. En particulier, le Danois Rasmus Rask et l'Allemand Franz Bopp mènent chacun des études plus approfondies et plus systématiques qui portent notamment sur les parentés structurelles et morphologiques entre les différentes langues. Dès lors, la linguistique historico-comparative prend un essor considérable, principalement en Allemagne.
Cependant, Nicolas Fréret récuse l’existence d'une « ancienne langue commune » postulée par Leibniz, au nom de la « différence essentielle et radicale » qui sépare les parlers européens. Par exemple, il indique que le nom de la « mère », dans les langues du nord, a été emprunté au latin mater. Fréret pense que les racines communes aux deux langues celtique et germanique viennent d'un mélange de population.
La phase « classique » du comparatisme indo-européen va donc de la Grammaire comparée (1833-1849) de Franz Bopp au Compendium d'August Schleicher (1861), jusqu'aux années 1880, où commence la publication du Grundriss der vergleichenden Grammatik der indogermanischen Sprachen de Karl Brugmann. Néogrammairien, Brugmann réexamine le sujet surtout sous l'angle axiomatique de la régularité des lois phonétiques. Ensuite, l'élaboration de la théorie des laryngales de Ferdinand de Saussure peut être considérée comme le point de départ des études « contemporaines » sur l'indo-européen.
L'indo-européen commun, tel qu'on le décrivait au début des années 1900, est en général toujours accepté aujourd'hui. Les travaux ultérieurs sont pour la plupart des peaufinages et des systématisations, ou des incorporations de nouvelles informations, comme la découverte des langues anatoliennes et tokhariennes, inconnues du XIXe siècle. Le contre-modèle que constituerait un Sprachbund (aire linguistique), c'est-à-dire un ensemble de langues originellement indépendantes qui auraient convergé par influence mutuelle, est écarté au vu de la nature des phénomènes observés.
La théorie laryngaliste notamment, dans sa formulation primitive, discutée depuis les années 1880, s'impose comme le courant dominant après 1927 où Jerzy Kuryłowicz annonce la découverte de la survivance de certains de ses phonèmes hypothétiques dans des langues anatoliennes. L'Indogermanisches etymologisches Wörterbuch, de Julius Pokorny, paru en 1959, donne un aperçu des connaissances sur le lexique accumulées jusqu'au début du XXe siècle, mais néglige les tendances contemporaines de la morphologie et de la phonologie, et ignore en grande partie les groupes anatolien et tokharien. Le linguiste Arnaud Fournet constate que le dictionnaire étymologique de l’indo-européen de Pokorny est atomisé en une myriade d'entrées (c'est-à-dire de racines) de forme proche et de sens proche et que ces entrées pourraient être regroupées par une méthodologie d’analyse différente.
La génération d'indo-européanistes active dans le dernier tiers du XXe siècle (comme Calvert Watkins (en), Jochem Schindler (en) et Helmut Rix) a approfondi la compréhension de la morphologie, et de l'alternance vocalique dans la vague de L'apophonie en indo-européen de Kuryłowicz (1956). Depuis les années 1960, les connaissances sur le groupe anatolien sont suffisamment élargies pour établir sa filiation par rapport à l'indo-européen.

### Méthode
Il n'existe aucune preuve directe de l'existence de l'indo-européen commun, parce qu'il n'a jamais été écrit. En conséquence, tous les sons et les mots indo-européens sont des reconstructions depuis les langues indo-européennes en utilisant la méthode comparative et la reconstruction interne (en). Un astérisque est donc employé pour marquer le caractère reconstruit et non-attesté des mots — exemple avec *wódr̥, « eau ». Beaucoup de mots dans les langues indo-européennes modernes semblent être dérivés de « proto-mots », via des modifications phonétiques (comme la loi de Grimm).
Comme la langue proto-indo-européenne s'est divisée à un moment de son histoire, son système sonore a divergé également dans les « langues-filles », selon plusieurs lois phonétiques. Parmi elles, les plus notables sont les lois de Grimm et de Verner dans le proto-germanique, la perte du *p- prévocalique en proto-celtique, la réduction en [h] du *s- prévocalique en proto-grec, la loi de Brugmann et celle de Bartholomae en proto-indo-iranien, la loi de Grassman à la fois en proto-grec et en proto-indo-iranien, et la loi de Winter (en) ou la loi de Hirt (en) en balto-slave.
D'une manière générale, toutes les concordances entre les langues sont régulières et toute exception apparente à la régularité établie exige une explication particulière. Elles obéissent à ce que les linguistes nomment le caractère régulier des changements phonétiques. C'est cette régularité qui rend possible une reconstruction de l'état antérieur de la langue.

### Diachronie: lois phonétiques
Entre parenthèses : aire d'extension de la loi ; les lois non qualifiées s'appliquent à la totalité des langues indo-européennes.
1. L'alternance vocalique explique la mutation e/o de certains radicaux indo-européens.
2. loi de réduction des vélaires ;
3. loi des dentales en contact ;
4. loi de Caland-Wackernagel (en) ;
5. loi de Lindeman ;
6. loi de Siebs (en) ;
7. loi de Sievers ;
8. loi de Szemerényi ;
9. loi boukólos
10. loi ruki (en) (langues satem) ;
11. loi de Grassmann (grec et indo-iranien) ;
12. loi de Bartholomae (indo-iranien) ;
13. loi de Brugmann (indo-iranien) ;
14. loi de limitation (grec) ;
15. loi d'Osthoff (grec) ;
16. loi de Rix (grec) ;
17. loi de Lachmann (latin) ;
18. loi de Bartsch (ancien français) ;
19. loi de Grimm (germanique commun et arménien) ;
20. loi de Verner (germanique commun) ;
21. seconde mutation consonantique (haut allemand) ;
22. loi de Winter-Kortlandt (en) (balto-slave) ;
23. loi de Hirt (en) (balto-slave) ;
24. loi de Saussure (balte) ;
25. loi de Leskien (balte) ;
26. loi de Meillet (en) (slave) ;

### Relations avec d'autres familles linguistiques
Plusieurs liens entre l'indo-européen et d'autres familles linguistiques ont été proposés, mais ces connexions spéculatives sont hautement controversées. L'hypothèse la plus largement acceptée est peut-être  celle de la proximité avec la famille des langues ouraliennes, ce qui conduirait à la formation d'un groupe encore plus vaste, celui des langues indo-ouraliennes (en). Les preuves habituellement citées en faveur de cette hypothèse sont la proximité des Urheimaten (en) (lieux d'origine) des deux familles, la typologie morphologique similaire, et un nombre de morphèmes apparemment partagés. Frederik Kortlandt, tout en plaidant pour une connexion, concède que « le trou entre l'ouralien et l'indo-européen est énorme », alors que Lyle Campbell, spécialiste en langues ouraliennes, refuse toute relation entre les deux groupes.
L'existence de certaines spécificités typologiques de l'indo-européen dans les langues abkhazo-adygiennes peut amener à considérer l'hypothèse d'un Sprachbund (union linguistique) ancien des deux langues ou d'un substrat commun qui se trouvait géographiquement dans le foyer indo-européen,. Ce type de langues identiques, avec des verbes complexes et dont les langues abkhazo-adygiennes actuelles pourraient être les seules survivantes, est, pour Peter Schrijver (en), l'indication d'un lexique local et d'une réminiscence d'un possible substrat néolithique (hypothèse d'une « créolisation néolithique (en) »).
D'autres propositions, qui remontent plus loin dans le temps (et sont donc moins acceptées), relient l'indo-européen et l'ouralien avec les langues altaïques et certaines autres familles en Asie, comme le coréen, le japonais, les langues tchoukotko-kamtchatkiennes et les langues eskimo-aléoutes — les propositions de langues nostratiques ou de langues eurasiatiques de Joseph Greenberg sont représentatives de ce courant.
D'autres hypothèses relient ces différentes familles aux langues afro-asiatiques, dravidiennes, etc., jusqu'à l'idée d'une langue originelle, associée principalement à Merritt Ruhlen, qui regrouperait toutes les langues. Cette théorie ne trouve plus guère de défenseurs. Plusieurs propositions existent également, qui joignent certaines parties d'une famille putative eurasiatique, avec éventuellement certaines familles des langues caucasiennes, comme les langues ouralo-sibériennes (en), ouralo-altaïques ou proto-pontiques (en), etc.

### Comment s'est formé l'indo-européen?
Les récentes découvertes réalisées dans le domaine de la paléogénétique ont amené certains linguistes à repréciser des hypothèses anciennes concernant le processus de formation de l'indo-européen. Allan R. Bomhard, propose une hypothèse, fondée sur la glossologie, selon laquelle le proto-indo-européen serait le résultat d’une interférence entre un substrat linguistique originaire du nord du Caucase et une langue dominante liée elle à l'ouralien, voire au pré-ouralien. Ce type d’interférence aurait impliqué une longue période de bilinguisme parmi les locuteurs des deux langues. Frederik Kortlandt lie cette période du proto-indo-européen à un premier foyer situé au nord de la Caspienne. Cette hypothèse serait en accord avec les études génétiques qui montrent que le génome des individus de la culture Yamna provient pour moitié des chasseurs-cueilleurs de l'Est et pour moitié des chasseurs-cueilleurs du Caucase. La culture de Khvalynsk (c. 4900 - 3500 avant notre ère) sur la moyenne Volga aurait été le point de jonction et de mélange de ces deux populations.

### Typologie et évolution
La typologie de l'indo-européen a varié au moins sur trois points essentiels : l'indo-européen de la période récente est une langue flexionnelle comme toutes les langues indo-européennes dans leur totalité. Au contraire l'indo-européen reconstruit a vraisemblablement connu une phase agglutinante et une phase isolante à constructions sérielles.
Par ailleurs, l'indo-européen de la dernière période est une langue accusative, comme le sont l'ensemble des langues indo-européennes, mais dans une phase antérieure, elle semble avoir été une langue active dans laquelle on faisait la différence entre le sujet actif et le sujet non actif,. Thomas V. Gamkrelidze et Viatcheslav Vsevolodovitch Ivanov ont été parmi les premiers à démontrer de manière convaincante que le proto-indo-européen a été une langue active, suivis notamment par Winfred P. Lehmann (en), Cette thèse demeure néanmoins discutée.
Ces différences typologiques majeures suggèrent que la formation de l'indo-européen s'est étendue sur une longue période.

## Phonologie
Cette section présente la phonologie reconstruite de l'indo-européen commun.

### Consonnes

#### Inventaire phonologique
| Type             | Type             | Labiale | Coronale | Dorsale  | Dorsale | Dorsale       | Laryngale     |
| Type             | Type             | Labiale | Coronale | palatale | plate   | labio-vélaire | Laryngale     |
| ---------------- | ---------------- | ------- | -------- | -------- | ------- | ------------- | ------------- |
| Occlusive nasale | Occlusive nasale | *m      | *n       |          |         |               |               |
| Occlusive orale  | sourde           | *p      | *t       | *ḱ       | *k      | *kʷ           |               |
| Occlusive orale  | sonore           | *b      | *d       | *ǵ       | *g      | *gʷ           |               |
| Occlusive orale  | aspirée          | *bʰ     | *dʰ      | *ǵʰ      | *gʰ     | *gʷʰ          |               |
| Fricative        | Fricative        |         | *s       |          |         |               | *h₁, *h₂, *h₃ |
| Liquide          | Liquide          |         | *r, *l   |          |         |               |               |
| Semi-voyelle     | Semi-voyelle     |         |          | *y       |         | *w            |               |

Les consonnes *m, *n, *r, *l, *y et *w sont appelées des sonantes, elles peuvent se vocaliser.

#### Notations alternatives
Les occlusives aspirées sont parfois notées *bh, *dh, *ǵh, *gh, *gʷh.
Les palatales *k̑, *g̑ sont parfois utilisées à la place de *ḱ et *ǵ.
*i̯, *u̯ peut remplacer *y, *w.
Les fricatives, dites « laryngales », peuvent être notées différemment selon les auteurs : par exemple *H₂, *Ha ou *ə₂ pour *h₂.

#### Valeurs phonétiques
La théorie des laryngales est débattue, et *h₁ n'est probablement pas une fricative.
*b est très rare. On le rencontre notamment dans *píbeti « il boit », píbati en sanskrit, issu de *pí-ph3-e-ti, redoublement de la racine *peh3- « boire ».
Pour expliquer notamment cette rareté du *b et la loi de Bartholomae, Viatcheslav V. Ivanov et Tamaz V. Gamkrelidze ont proposé la théorie glottalique en 1973, sans obtenir de consensus. Elle propose que :
- les occlusives sourdes (*p, *t, *k...) auraient un allophone aspiré (*ph, *th, *kh...).

- les occlusives sonores (*d, *g...) seraient en fait des sourdes glottalisées éjectives (*t', *k'...).
- les sonores aspirées (*bh, *dh, *gh...) seraient des sonores simples (*b, *d, *g...) avec un allophone aspiré (*bh, *dh, *gh...).

La fricative *s pourrait avoir plusieurs articulations de [s] à [ʃ]. Devant une occlusive sonore, elle se sonorise en [z], par exemple dans *nizdó-s « nid », dérivé de *ní-sed- « se poser ». Ainsi en lituanien lìzdas « nid » et sėdėti « il s'assied », en vieux slave gnĕzdo « nid » et sĕdĕti « il s'assied ».

#### Exemples
| Type                | Labiales                                           | Dentales ou coronales                                                                                 | Palatales                                           | Vélaires                                      | Labio-vélaires                                 | Laryngales |
| ------------------- | -------------------------------------------------- | --- | --------------------------------------------------- | --------------------------------------------- | ---------------------------------------------- | --- |
| Occlusives sourdes  | *pṓds (gén. *pḗds) « pied »                        | *ters- « sec » (lituanien tirštas « raide »)                                                          | *ḱḗr (gén. *ḱrd-ós) « cœur »                        | *leuk- « lumière » (grec leukós)              | *kʷí-s « qui ? », *kʷó-d « quoi ? »            | |
| Occlusives sonores  | *bel-os « fort » (serbo-croate bolji « meilleur ») | *déḱm̥t « dix » (lat. decem)                                                                           | *ǵenu-s « genou » (lat. genū)                       | *h₂eug- « accroître, augmenter » (lat. augeō) | *gʷih₃wós « vivant » (lituanien gývas)         | |
| Occlusives aspirées | *bʰer- « porter » (arménien berem)                 | *médʰ-yos « central, moyen » (lat. medius)                                                            | *h₂enǵʰ- « serrer » (lat. angō)                     | *gʰostis « hôte » (angl. guest)               | *gʷʰer-mós « chaud » (lat. formus, angl. warm) | |
| Nasales             | *mṛt-ós « mort » (sanskrit mr̥tás)                  | *neh₂-s (gén. *nh₂-s-ós) « nez, narine » (lat. nārēs)                                                 |                                                     |                                               |                                                | |
| Fricatives          |                                                    | *sed- « être assis » (lat. sedere « s'asseoir »)                                                      |                                                     |                                               |                                                | *h₂weh₁- « venter, souffler » (hittite ḫuwai- « courir »), *deh₃- « donner » (lat. dare), *h₃ep- « travailler » (lat. opus « œuvre, travail ») |
| Sonantes            |                                                    | *pró-, *preh₃- « devant » (lat. pro-), *legʰ- « être couché, coucher » (néerl. liggen « s'allonger ») | *h₂éy-es « métal » (avestique aiiah « métal, fer ») |                                               | *néwos « nouveau » (lat. novus)                | |

### Voyelles
| Voyelles brèves                                                        | *e, *o (et peut-être *a)a                                     |
| Voyelles longues                                                       | *ē, *ō (et peut-être *ā)b                                     |
| Diphtongues                                                            | *ei, *eu, *ēi, *ēu, *oi, *ou, *ōi, *ōu, (*ai, *au, *āi, *āu)c |
| Allophones vocaliques de laryngales, nasales, liquides et semivoyelles | *h̥₁, *h̥₂, *h̥₃, *m̥, *n̥, *l̥, *r̥, *i, *u                         |
| Variantes longues de ces allophonesd                                   | *m̥̄, *n̥̄, *l̥̄, *r̥̄, *ī, *ū                                        |

Notes :
- a : il est très souvent suggéré[40] que tous les *a et *ā sont des dérivés de la séquence *eh₂ ou *h₂e, mais Manfred Mayrhofer (en)[41] pense que l'indo-européen a en réalité un *a et un *ā, indépendamment d'un h₂.
- b : parfois le macron est remplacé par deux-points : *a:, *e:, *o:.
- c : les diphtongues sont parfois comprises comme des combinaisons d'une voyelle et d'une semi-voyelle : *ey ou *ei̯ à la place de *ei[42].
- d : elles ont pu apparaître par allongement compensatoire dès l'indo-européen.

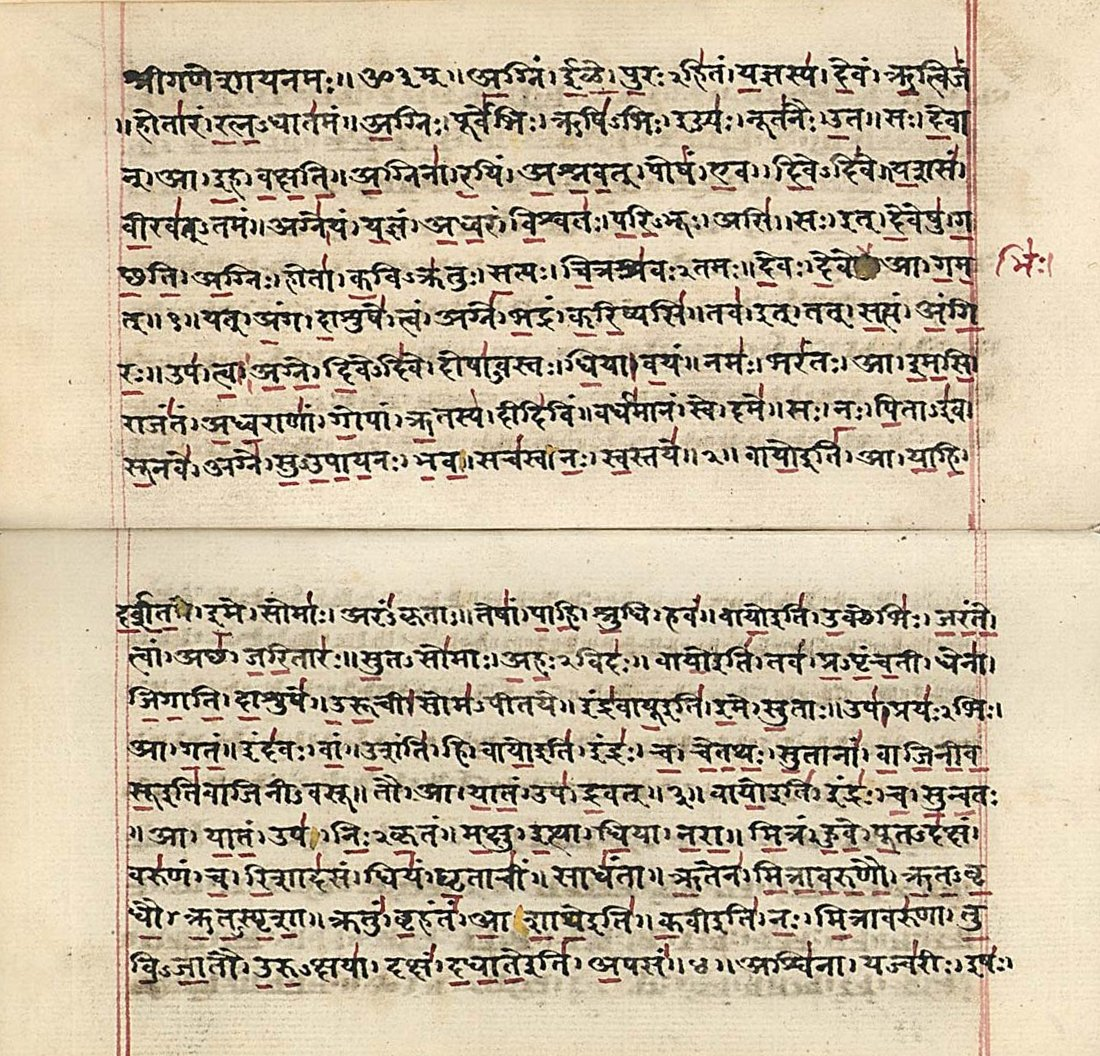
Texte en sanskrit védique du début du XIXe siècle, avec l'accentuation indiquée en rouge.

### Accentuation
Chaque mot ne possède qu'un seul ton et ce ton peut occuper n'importe quelle place dans le mot. Si deux mots juxtaposés dans la phrase sont unis par le sens, l'un des deux est atone[Quoi ?], de même un mot composé ne reçoit qu'un seul ton. Le sanskrit est la langue qui a le mieux conservé la place et les fonctions du ton indo-européen. On le note avec un accent aigu.
Le ton a parfois une fonction distinctive. Par exemple *tómos « coupure », substantif masculin à valeur d'action ou d'objet accompli, d'où le grec τόμος, s'oppose à *tomós « coupant », adjectif, en grec τομός. En sanskrit váraḥ « choix » et varáḥ « prétendant ».
En l'absence de ligateur de phrase, la tonicité du verbe indique la subordination ; le verbe personnel n'est pas accentué dans une proposition principale ou indépendante.

## Correspondances phonétiques
Cette section présente des correspondances phonétiques régulières qu'on observe entre les langues issues de l'indo-européen commun.

### Consonnes
Voici les correspondances les plus courantes entre les consonnes des langues indo-européennes
| indo-européen commun | grec ancien                 | latin             | osque  | gallois                 | gaulois            | vieil irlandais     | gotique         | norrois         | vieux haut allemand | anglo-saxon  | albanais       | arménien classique | lituanien       | letton          | vieux- slave  | avestique            | sanskrit  | tokharien   | hittite |
| -------------------- | --------------------------- | ----------------- | ------ | ----------------------- | ------------------ | ------------------- | --------------- | --------------- | ------------------- | ------------ | -------------- | ------------------ | --------------- | --------------- | ------------- | -------------------- | --------- | ----------- | ------- |
| *p                   | π (p)                       | p                 | p      | Ø                       | Ø                  | Ø                   | f, b5           | f, v5           | f, b5               | f, v5        | p              | h-, -w-, Ø-4       | p               | p               | p             | p...f                | p         | p, -w-      | p/b     |
| *b                   | β (b)                       | b                 | b      | b, -f-, Ø/f10           | b, b/p9, b/m10     | b, Ø/b/m10          | p               | p               | ph, pf, f           | p            | b              | p                  | b               | b               | b             | b, -w-               | b         | p, -w-      | p/b     |
| *bʰ                  | φ (ph)                      | f-, -b-           | f      | b, -f-, Ø/f10           | b, b/p9, b/m10     | b, Ø/b/m10          | b, -f           | b, f            | b                   | b, -f-       | b              | b, -w-             | b               | b               | b             | b, -w-               | bh        | p, -w-      | p/b     |
| *t                   | τ (t)                       | t                 | t      | t, -d-, d11, th9        | t                  | t, -th-... -t-, Ø11 | Þ (th), d5, t12 | Þ (th), ð (dh)5 | d, t5               | th, dh5      | t              | th...d, y          | t               | t               | t             | t...th               | t         | t, c1       | t/d     |
| *d                   | δ (d)                       | d                 | d      | d, -dd-, n8             | d                  | d, n8               | t               | t               | d                   | t            | d, -dh-, dh16  | t                  | d               | d               | d             | d, -dh-              | d         | t, c1       | t/d     |
| *dʰ                  | θ (th)                      | f-, -d-, b6       | f      | d, -dd-, n8             | d                  | d, n8               | d, -Þ (-th)     | d               | t                   | d            | d, -dh-, dh16  | d                  | d               | d               | d             | d, -dh-              | dh        | t, c1       | t/d     |
| *ḱ                   | κ (k)                       | c                 | c      | c, -g-, ch9, g11        | c                  | c, -ch-             | h, -g-          | h, -g-          | h, -g-              | h, -g-, -y-5 | ç-/c-, th, s11 | s                  | š               | s               | s             | s...š                | ś         | k, ś1,14    | k/g, s  |
| *ǵ                   | γ (g)                       | g                 | g      | g, i/Ø/ch9, Ø8          | g, -g-/-Ø-, g/c/x9 | g, g/c8             | k               | k               | k, hh               | k, ch1       | d, dh, -g-     | c                  | ž               | z               | z             | z...ž                | j         | k, ś1       | k/g     |
| *ǵʰ                  | k, g, kh                    | h                 | h      | g, i/Ø/ch9, Ø8          | g, -g-/-Ø-, g/c/x9 | g, g/c8             | g               | g               | g                   | g, -y-/-w-   | dh, -d-        | j, -z-             | ž               | z               | z             | z...ž                | h         | k, ś1       | k/g     |
| *k                   | κ (k)                       | c                 | c      | c, -g-, ch9, g11        | c                  | c, -ch-             | h, -g-          | h, -g-          | h, -g-              | h, -g-, -y-5 | k, q1          | kh, g8             | k               | k, c1           | k, c13, č1    | k, x15, č1           | k, c1     | k, ś1,14    | k/g     |
| *g                   | γ (g)                       | g                 | g      | g, i/Ø/ch9, Ø8          | g, -g-/-Ø-, g/c/x9 | g, g/c8             | k               | k               | k, hh               | k, ch1       | g, gj1         | k                  | g               | g, dz1          | g, dž/ž1, dz1 | g...gh, j1           | g, j1     | k, ś1       | k/g     |
| *gʰ                  | χ (kh)                      | h                 | h      | g, i/Ø/ch9, Ø8          | g, -g-/-Ø-, g/c/x9 | g, g/c8             | g               | g               | g                   | g, -y-/-w-   | g              | g, ĵ1              | g               | g, dz1          | g, dž/ž1, dz1 | g...gh, j1           | gh, j1    | k, ś1       | k/g     |
| *kw                  | π (p), τ (t)1, κ (k)2       | qu, c7            | p      | p, -b-, ff9, b11        | p                  | c, -ch-             | hw/gw, w5       | hv/g, v5        | w/g, w5             | hw/g, w5     | k, s1, q1      | kh, g8             | k               | k, c1           | k, c13, č1    | k, x15, č1           | k, c1     | k(u), ś1,14 | ku      |
| *gw                  | β (b), δ (d)1, γ (g)2       | v, gu8            | b      | b, -f-, Ø/f10           | b, b/p9, b/m10     | b, Ø/b/m10          | q               | k(v)            | qw, w               | cw, c3       | g, z1, gj1     | k...c              | g               | g, dz1          | g, dž/ž1, dz1 | g...gh, j1           | g, j1     | k(u), ś1    | ku      |
| *gwʰ                 | φ (ph), θ (th)1, χ (kh)2    | f-, -v-, -g-, gu8 | f      | gw-, -w-, v/w9, g11, -w | v                  | g                   | g-, -w-, g, gw8 | g(v), -v-       | g, -w-              | b-, -w-, g   | g, z1, gj1     | g, ĵ1              | g               | g, dz1          | g, dž/ž1, dz1 | g...gh, j1           | gh, j1    | k(u), ś1    | ku      |
| *s                   | ῾ (h-), -Ø-, σ (s), -ς (-s) | s, -r-            | s, -z- | h-/Ø-, -Ø-, s           | s                  | s-, -Ø-, s          | s, z5           | s, -r           | s, -r/-Ø            | s, -r/-Ø, r5 | gj19, sh, -h-  | h-, -Ø-            | s, s...š17, š16 | s, s...š17, š16 | s...š, x16,17 | h-, -h-, s18, š16,17 | s, ṣ16,17 | s-, s/ṣ     | š       |

- 1 avant palatale
- 2 entre u- -u
- 3 avant u
- 4 avant o
- 5 après voyelle atone
- 6 après u, r, avant r, l
- 7 avant ou après o ou u
- 8 après n
- 9 après r, l
- 10 avant sonante
- 11 avant r, l
- 12 après consonne
- 13 avant *ai, *oi
- 14 avant s
- 15 avant consonne
- 16 après r
- 17 après i, u
- 18 avant p, t, k
- 19 avant voyelle tonique

### Sonantes
| indo-européen commun | grec ancien                 | latin   | osque  | gallois               | gaulois          | vieil irlandais | gotique | norrois    | vieux haut allemand | anglo-saxon | albanais       | arménien classique | lituanien | letton | vieux- slave | avestique | sanskrit | tokharien A (tourfanien) | tokharien B (koutchéen) | hittite     |
| -------------------- | --------------------------- | ------- | ------ | --------------------- | ---------------- | --------------- | ------- | ---------- | ------------------- | ----------- | -------------- | ------------------ | --------- | ------ | ------------ | --------- | -------- | ------------------------ | ----------------------- | ----------- |
| *l                   | λ (l)                       | l       | l      | l, ll-                | l                | l               | l       | l          | l                   | l           | l, -ll-        | l, -ł, ł2          | l         | l      | l            | r         | r        | l, ly1                   | l, ly1                  | l           |
| *ḷ                   | αλ (al)/λα (la)             | ol/ul   | úl     | ly, al4               | li...le, al4     | li, al4         | ul      | ul/yl      | ul/ol               | ul/yl/ol    | uj/li/il/lu/ul | ał                 | iĺ, uĺ    | il     | ĭl, lǔ       | ərə       | ṛ        | äl                       | äl, al3                 | al...ul     |
| *lh1, *lh3, *lh2     | λη (lê), λω (lô), αλα (ala) | lā/al   | al     | law...lâ              | lā               | lá              | ul      | ul/yl      | ul/ol               | ul/yl/ol    | al             | ał                 | ìl        | il     | ĭl, lǔ       | arə       | īr/ūr    | lā                       | lā                      | al(u)/(u)la |
| *m                   | μ (m), -ν (-n)              | m       | m      | m, -f-, b-6, -f-6, w7 | m, b-6, v7, -n   | m, -n           | m, -n   | m, -n      | m, -n               | m, -n/-Ø    | m, -n          | m, -Ø              | m, -n     | m      | m, -Ø10      | m         | m, ṃ11   | m, -n                    | m, -n                   | m, -Ø       |
| *ṃ                   | αμ (am)/ α (a)              | em      | em/am  | am                    | am               | am/em/é         | um      | um/ym      | um                  | um/ym       | e...a          | am                 | iṁ, į     | ī      | ę            | a/am      | a/am     | äm...om                  | äm/om, am3              | am          |
| *mH                  | μη (mê)/ αμα (ama)          | mā...am | mā/am  | maw                   | mā               | má              | um      | um/ym      | um                  | um/ym       | a              | ama                | ìm        | ī      | ę            | ā         | ā...ām   | mā                       | mā                      | am ?        |
| *n                   | ν (n)                       | n       | n      | n                     | n                | n               | n       | n          | n                   | n           | n              | n                  | n         | n      | n, -Ø10      | n         | n        | n, ñ1                    | n, ñ1                   | n           |
| *ṇ                   | αν (an)/ α (a)              | en      | en/an  | an                    | an               | an/en/é, in8    | un      | un/yn...u  | un                  | un/yn...ū   | e...a          | an                 | iñ, į     | ī      | ę            | a/an      | a/an     | än, an, ā                | än, an3                 | an          |
| *nH                  | νη (nê)/ ανα (ana)          | nā/an   | nā/an  | naw                   | nā               | ná              | un      | un/yn...u  | un                  | un/yn...ū   | a              | ana                | ìn        | ī      | ę            | ā         | ā...ān   | nā                       | nā                      | an ?        |
| *r                   | ρ (r), ῥ- (rh-)             | r       | r      | l, rh-                | r                | r               | r       | r          | r                   | r           | r, -rr-        | r...ṙ              | r         | r      | r            | r         | r        | r                        | r                       | r           |
| *ṛ                   | αρ (ar)/ ρα (ra)            | or      | úr     | ry, ar4               | ri...re, ar4     | ri, ar4         | aur     | or/ur      | or/ur               | or/ur       | ri/ir/ur/ru    | ar                 | iř, uř    | ir, ur | ĭr, rǔ       | ərə       | ṛ        | är...ar                  | är, ar3                 | ar...ur     |
| *rh1, *rh3, *rh2     | ρη (rê), ρω (rô), αρα (ara) | rā/ar   | ar     | raw                   | rā...ar          | rá...ar         | aur     | or/ur      | or/ur               | or/ur       | ar/ra          | ar                 | ìr        | ir     | ĭr, rǔ       | arə       | īr/ūr    | rā                       | rā                      | ar ?        |
| *w                   | Ø...῾ (h-)                  | v       | v      | w, gw-, g6            | v, -v-/-Ø-, v/b9 | f-, -Ø-, b9     | w       | v          | w                   | w           | v              | v, g-              | v         | v      | v            | v         | v        | w                        | w, y1                   | w, w-/uw-   |
| *y                   | ῾ (h-), -Ø-, ζ (z)5         | i, -Ø-  | i, -Ø- | i                     | i                | Ø               | j       | j, Ø-...j- | j                   | j           | gj, Ø, j, h    | j, -Ø-             | j         | j      | j            | y         | y        | y                        | y                       | y           |

- 1 avant palatale
- 2 avant consonne
- 3 tonique
- 4 avant voyelle ou s
- 5 après consonne
- 6 avant r, l
- 7 après n
- 8 avant g
- 9 avant sonante
- 10 nasalise la voyelle précédente
- 11 avant voyelle

### Voyelles
*ḥ est la vocalisation d'une consonne et donne naissance à des voyelles dans les langues indo-européennes. *i et *u peuvent être analysés comme la forme à degré zéro d'une diphtongue ou comme des voyelles simples.
| indo-européen commun  | grec ancien           | latin    | osque  | gallois  | gaulois | vieil irlandais | gotique     | norrois            | vieux haut allemand | anglo-saxon      | albanais      | arménien classique | lituanien | letton | vieux- slave | avestique | sanskrit | tokharien A (tourfanien) | tokharien B (koutchéen) | hittite |
| --------------------- | --------------------- | -------- | ------ | -------- | ------- | --------------- | ----------- | ------------------ | ------------------- | ---------------- | ------------- | ------------------ | --------- | ------ | ------------ | --------- | -------- | ------------------------ | ----------------------- | ------- |
| *ḥ1 ; *ḥ2 ; *ḥ3       | ε (e) ; α (a) ; ο (o) | a        | a      | a...e    | a       | a...e           | a1, -Ø      | a1, e/ø, -Ø        | a1, e, -Ø           | a1, e/ea...æ, -Ø | a...ë, ha     | a/Ø                | a...Ø     | a...Ø  | o...Ø        | i...Ø     | i        | ā                        | ā1, a                   | a, ḫ    |
| *a                    | α (a)                 | a        | a      | a...e    | a       | a...e           | a1, -Ø      | a1, e/ø, -Ø        | a1, e, -Ø           | a1, e/ea...æ, -Ø | a...ë, ha     | a                  | a         | a      | o            | a...ə     | a        | ā                        | ā1, a                   | a, ḫa   |
| *o                    | o                     | o...u    | ú      | o....w/y | o       | o...u           | a1, -Ø      | a1, e/ø, -Ø        | a1, e, -Ø           | a1, e/ea...æ, -Ø | a...ë         | o, u5, etc. a      | a         | a      | o            | a...ə/ā   | a...ā    | a                        | e                       | a...o   |
| *e                    | ε (e)                 | e...i/ o | e      | e        | e...i   | e/i             | ai1, i2, -Ø | e/jø/ø/ia1, i2, -Ø | e1, i2, -Ø          | e/io1, i2, -Ø    | ja, je/i/ie/e | e, i5              | e         | e      | e            | a...ə     | a        | ä, -Ø                    | a1, ä, -Ø               | e...i/a |
| *i                    | ι (i)                 | i/e      | í      | y        | i, -e   | i...e           | ai/i1, -Ø   | i/e/y, -Ø          | i1, e3, -Ø          | i/io, e3, -Ø     | i/e           | i                  | i         | i      | ĭ            | i         | i        | ä/Ø                      | a1, ä/Ø                 | i       |
| *u                    | υ (u)                 | u        | u      | w...o    | u       | u...o           | u1, au      | u/o/y              | u, o3               | u, o3            | u, y4         | u                  | u         | u      | ǔ            | u         | u        | ä/Ø                      | a1, ä/Ø                 | u       |
| *ā, *eh2              | η (ê)                 | ā        | a...aa | aw...o   | ā       | á               | o           | ó/ø:               | uo                  | ō/ē              | o/ua          | a                  | o         | uo, o  | a            | ā         | ā        | a                        | o                       | a, aḫ   |
| *ō, *eh3              | ω (ô)                 | ō        | u      | aw...o   | ā, -ū   | á, -ú           | o           | ó/ø:               | uo                  | ō/ē              | e             | u                  | ā         | o      | a            | ā         | ā        | ā                        | ā1, a                   | a       |
| *ē, *eh1              | η (ê)                 | ē        | í      | i        | ī, -ē   | í, -é           | e           | á1, ǽ              | â                   | æ:               | o/ua          | i                  | ĕ         | ē      | ĕ            | ā         | ā        | a, -ā ?                  | e, -ā                   | e/i     |
| *ī, *iH               | ι (ī)                 | ī        | i/ií   | i        | ī       | í               | ei          | í/ý                | î                   | ī                | i             | i                  | y         | ī      | i            | ī         | ī        | ä...i/Ø                  | a1, ä/i/Ø               | li      |
| *ū, *uh1 ; *ū, *uh2/3 | υ (ū)                 | ū        | u      | i        | ū       | ú               | u           | ú/ý                | û                   | ū/ȳ              | y, -i         | u                  | ū         | ū      | y            | ū         | ū        | u/Ø ; wā                 | u/o/Ø ; wā              | u       |

- 1 tonique
- 2 syllabe suivante avec i tonique
- 3 syllabe suivante avec a tonique
- 4 suivi par consonne et i
- 5 avant nasale

### Diphtongues
| indo-européen commun | grec ancien | latin | osque | gallois | gaulois      | vieil irlandais | gotique | norrois  | vieux haut allemand | anglo-saxon | albanais | arménien classique | lituanien | letton   | vieux- slave | avestique | sanskrit | tokharien A (tourfanien) | tokharien B (koutchéen) | hittite    |
| -------------------- | ----------- | ----- | ----- | ------- | ------------ | --------------- | ------- | -------- | ------------------- | ----------- | -------- | ------------------ | --------- | -------- | ------------ | --------- | -------- | ------------------------ | ----------------------- | ---------- |
| *ai                  | αι (ai)     | ae    | ai    | oe      | ē, -ai > -ī  | ae...ai         | ai1     | ei / ey1 | ai / ei1, -ê        | ā1, æ:      | e / ai   | e, ay              | iē1, aī   | ie, ai   | ě...-ĭ       | aē2, ōi   | e        | e                        | ai...e                  | e / ai...i |
| *oi                  | οι (oi)     | ū     | úi    | u       | ō            | oe              | ai1     | ei / ey1 | ai / ei1, -ê        | ā1, æ:      | e / ai   | ē                  | iē1, aī   | ie, ai   | ě...-ĭ       | aē2, ōi   | e        | e                        | ai...e                  | e / ai...i |
| *ei                  | ει (ei)     | ī     | ei    | wy      | ē...> iē     | ía, é           | ei      | í / ý    | î                   | ī           | i        | i                  | iē1, eī   | ie, ei   | i            | aē2, ōi   | e        | e / i                    | e / i                   | e / ai...i |
| *au                  | αυ (au)     | au    | av    | u       | au > ū       | úa, ó           | au      | au / ey1 | ou / au1, -ô        | ēa / īe     | a        | aw                 | aū        | au, u    | u            | ao2, ə:u  | o        | o                        | au                      | u          |
| *ou                  | ου (ou)     | ū     | úv    | u       | ou...au, > ō | úa, ó           | au      | au / ey1 | ou / au1, -ô        | ēa / īe     | a...e ?  | oy                 | aū        | au, u    | u            | ao2, ə:u  | o        | o                        | eu > au                 | u          |
| *eu                  | ευ (eu)     | ū     | úv    | u       | eu > ou      | úa, ó           | iu      | iu / ió  | iu / io / eo        | ēo / īe     | e        | oy                 | aū / iaū  | au / iau | u / ju       | ao2, ə:u  | o        | u / Ø                    | yu / u / Ø              | u          |

- 1 tonique
- 2 syllabe ouverte

## Morphologie
Le système morphologique des langues indo-européennes se caractérise par son extrême complexité. Un seul et même signifiant peut correspondre à plusieurs signifiés et, inversement, un même signifié peut s'exprimer par divers signifiants.

### Radical
L'indo-européen est une langue flexionnelle, c'est-à-dire une langue dans laquelle les relations grammaticales entre les mots sont signalées par des modifications des mots (habituellement par des terminaisons spécifiques). Le radical dans l'indo-européen est le morphème de base, qui porte par lui-même un sens lexical. Par l'addition de suffixes, les morphèmes forment des thèmes, et par addition de désinences (habituellement finales), ils forment des flexions ou déclinaisons de substantifs ou de verbes.
Les radicaux indo-européens sont considérés comme étant en majorité monosyllabiques, avec une base type consonne-voyelle-consonne (consonne) (CVC(C)). Cette forme de base du radical est parfois modifiée par l'alternance vocalique. Beaucoup de spécialistes pensent que les radicaux à voyelle initiale commençaient originellement par une série de consonnes, perdues par la suite dans toutes les langues, sauf dans les langues anatoliennes, où elles sont appelées laryngales, habituellement précisées par un nombre inférieur (en indice) *h₁, *h₂, *h₃ (ou *H lorsque indéterminée). Ainsi, une forme verbale telle que le latin agunt, « ils agissent », à laquelle correspondent le grec ancien ágousi (ἄγουσι) et le sanskrit ajanti (अजन्ति), serait reconstruite *h₂eǵonti, avec l'élément *h₂eǵ- constituant le radical lui-même.
Le radical ne peut pas à la fois commencer et se terminer par une occlusive sonore non aspirée, par exemple *gwod- n'existe pas, de ce fait le sanskrit gádati « il dit » n'a pas de correspondant dans d'autres langues. Un radical qui commence par une occlusive sonore aspirée ne finit pas par une sourde, et inversement, il n'y a donc pas de racines telles que *bheut- ou *teubh- ; toutefois, un radical qui commence par *s plus consonne sourde peut se terminer par une sonore aspirée : *steigh- « aller, marcher, s'avancer, gravir » d'où le sanskrit stighnoti « il monte », le grec ancien στείχω (steíkhô) « je vais, je m'avance », le vieil irlandais tíagu « je vais », le gotique steigan « monter »...
Le radical connaît deux formes de redoublement, préfixées à la racine :
- Le redoublement normal (pour des verbes) : composé de la consonne ou de la sonante inititale du radical + une voyelle (*i au présent, *e au parfait, *i ou *u au parfait si le radical comprend les sonantes *y ou *w). Par exemple, la racine *pel(h1)- « remplir » produit *pí-pel-mi d'où le sanskrit pí-par-mi « j'emplis », *pí-pleh1-mi d'où le grec ancien πί-πλη-μι (pί-plê-mi).
- Le redoublement intensif (pour des verbes et des substantifs) : composé de la consonne ou de la sonante initiale du radical + une voyelle + le cas échéant la sonante qui suit les voyelles du radical. Par exemple la forme simple de la racine *wert- « tourner » : *wért-eti « il tourne » devient vártati en sanskrit et vertit en latin ; forme redoublée : várvarti (contraction de *vár-vart-ti) « il tourne », en avestique vár-vṛt-ati « ils tournent ».

Le redoublement s'emploie pour des substantifs de caractère affectif ou technique avec une valeur expressive. Pour les verbes, il sert à renforcer le sens, à marquer la répétition ou la durée de l'action ou son achèvement.

### Alternance vocalique
Le phénomène d'alternance vocalique est un des aspects distinctifs de l'indo-européen. L'alternance vocalique, ou apophonie, est une variation d'une voyelle qui change, se modifie en *o, *e ou disparaît (Ø, aucune voyelle). Ces variations dépendent peut-être des sons adjacents et de l'emplacement de l'accent dans le mot. Ils trouvent un écho dans les langues indo-européennes modernes, où ils en sont venus à refléter des catégories grammaticales. Ces timbres vocaliques sont habituellement nommés timbre e, timbre o, appelés collectivement degré plein ; degré zéro (aucune voyelle, Ø) ; degré long (*ē ou *ō). Les différentes formes du verbe anglais sing (sing, sang, sung) sont un exemple de l'alternance vocalique ; elles reflètent une séquence proto-germanique *sengw-, *songw-, *sngw-. Certains spécialistes pensent que les affixes flexionnels de l'indo-européen reflètent des variations de l'alternance vocalique, habituellement un degré zéro, de radicaux indo-européens plus anciens. Parfois le degré zéro apparaît là où l'accent du mot s'est déplacé, depuis le radical vers un des affixes. Ainsi, l'alternance du latin est, sunt, « il est, ils sont », ramène à l'indo-européen *h₁és-ti, *h₁s-ónti.

### Dérivation
Le radical de substantifs et des verbes peut être suivi par la voyelle thématique et par un ou plusieurs suffixes,.

#### La voyelle thématique
La voyelle *e alterne avec *o. Pour les noms et les adjectifs, elle est à l'origine de la deuxième déclinaison du latin et du grec. Par exemple, *yug-ó-m est devenu jugum en latin, ζυγόν (zugόn) en grec ancien, yugám en sanskrit, yokäm en tokharien A, yukan en hittite... Pour les verbes, la conjugaison thématique, désinence *-ō à la première personne du singulier du présent de l'indicatif qui s'oppose à la désinence -mi de la conjugaison athématique.

#### L'infixe nasal
Il n'existe qu'un seul infixe, qui se place avant le dernier élément phonétique du radical : *-ne- / *-n-. On le trouve dans des verbes ou dans des substantifs. Par exemple la racine *yeug- « atteler », avec infixation *yu-ne-g-, *yu-n-g-« lier, joindre » : sanskrit yunákti (de *yu-né-g-ti) « il joint », yuñjánti (de *yu-n-g-énti) « ils joignent », latin jungō « je joins ». Racine *wed- « eau » sans infixe : sanskrit udán, hittite wātar, anglais water / avec infixe : latin unda, lituanien vanduõ.

#### Dérivation nominale
De très nombreux suffixes s'ajoutent aux substantifs, aux adjectifs, forment des participes. Quelques exemples :
| Suffixes     | Signification            | Exemples |
| ------------ | ------------------------ | --- |
| *-yo-        | appartenance (adjectifs) | latin pater « père » – patrius « paternel » |
| *-ey-o-      | composition (adjectifs)  | latin aurum « or » – aureus « en or, doré » |
| *-tó-, *-nó- | participe passé passif   | *ǵerh₂- « moudre » → *ǵr̥h₂-nó- « moulu ; grain » → latin grānum, vieux slave zrŭno, gotique kaúrn *stoih₂-nó-s « gelé » → anglais stone « pierre »                                        |
| *-ih₂-       | féminin                  | *dei-w-ó-s → védique devás « dieu », *dei-w-íh₂ → védique devī́ « déesse » |
| *-eh₂-       | féminin                  | *dei-w-ó-s → latin deus « dieu », *dei-w-éh₂ → latin dea « déesse » |
| *-ḱo-        | diminutif                | *h₂yu-h₁n̥-ó- « jeune » (latin juvenis, lituanien jáunas) → *h₂yu-h₁n̥-ḱós → védique yuvaśáḥ « juvénile », latin juvencus « jeune taureau / homme »                                         |
| *-lo-        | diminutif                | latin -(u)lu-s, par exemple dans *dwé-no-s (→ latin bonus « bon ») → *dwé-ne-lo-s → latin bellus « joli, charmant »                                                                       |
| *-teh₂-      | abstrait                 | *néwo-teh₂-t-s → latin novitās « nouveauté » |
| *-tor-       | agent                    | latin orātor « orateur » |
| *-h₂ter-     | parenté                  | *méh₂tēr, *ph₂tḗr, *bʰréh₂tēr → latin mater « mère », pater « père », frater « frère » *dʰugh₂tḗr → anglais daughter « fille »                                                            |
| *-tro-       | outil                    | *h₂erh₃- « labourer » → *h₂erh₃-tro-m « araire » → grec ancien ἄροτρον (árotron), latin arātrum, arménien arawr, gallois aradr, vieil irlandais arathar, norrois arðr (ardhr) « charrue » |

#### Dérivation verbale
Plusieurs suffixes comme *-ye/o- ou *-yo-/-i- qui forment des présents à partir de thèmes nominaux, *-ske/o- qui fournit des présents de d'aspect déterminé *-ne/o- qui tire des présents d'aspect déterminé de thèmes radicaux.
Il existe des suffixes modaux : *-e/o- forme le subjonctif, *-yeh1-/-ih1- et *-oi- forment l'optatif.

### Substantifs et adjectifs

#### Genre
Il y a trois genres : masculin, féminin et neutre. Le hittite a conservé un état de la langue qui opposait le neutre au genre animé (sans distinction du masculin et du féminin).
La distinction entre masculin et féminin est stricte pour les adjectifs mais moins nette pour les substantifs.
Le neutre s'emploie de préférence pour les choses inanimées alors que le masculin et le féminin pour les êtres vivants et les choses en mouvement. De plus, le neutre est aussi utilisé pour des êtres qui ne sont pas considérées comme des personnes (les esclaves...), très souvent aussi pour des diminutifs. L'opposition entre inanimé et animé peut résulter d'un ancien système d'ergatif. Outre la notion de sexe, l'opposition entre masculin et féminin s'étend à ce qui est conçu comme mâle (par exemple le ciel) ou femelle (par exemple la terre, les arbres).

#### Déclinaisons
Les substantifs indo-européens sont déclinés suivant huit ou neuf cas,. Il y a peut-être un cas directif, ou allatif. Aux cas directs (nominatif, vocatif et accusatif), les désinences divergent entre les genres animés et le neutre alors qu'aux autres cas, dits obliques, elles servent à tous les genres.
| Cas                                                      | Désinences      | Remarques |
| -------------------------------------------------------- | --------------- | --- |
| Singulier                                                |                 | |
| Nominatif animé (masculin / féminin)                     | *-s             | Disparait en allongeant la voyelle précédente pour les thèmes terminés par *-r, *-n et *-s                        |
| Vocatif animé                                            | *-              | Pas de désinence.                                                                                                 |
| Accusatif animé ; Nominatif / Vocatif / Accusatif neutre | *-m             | Se vocalise en *-ṃ après consonne. Remplacé par *-n dans de nombreuses langues.                                   |
| Locatif                                                  | *-i             | Variantes pour des adverbes : *-ai, *-eu/*-ou/*-u                                                                 |
| Génitif / Ablatif                                        | *-es /*-os /*-s | Une autre forme *-ī s'est maintenue dans certaines déclinaisons des langues italiques, celtiques et tokhariennes. |
| Datif                                                    | *-ei            | Variantes : *-ai, *-i                                                                                             |
| Instrumental                                             | *-e(h1) / *-h1  | L'anatolien utilise une désinence issue de *-et                                                                   |
| Duel                                                     |                 | |
| Nominatif / Vocatif / Accusatif animé                    | *-e(h1) / *-h1  | |
| Nominatif / Vocatif / Accusatif neutre                   | *-i(h1)         | |
| Locatif / Génitif                                        | *-eus /*-ous ?  | Concordances fragiles entre le vieil indien et le vieux slave. L'avestique distingue le locatif du génitif        |
| Ablatif / Datif / Instrumental                           | *-bh-           | Variante en *-m- dans les langues baltiques et slaves. La terminaison varie d'une langue à l'autre.               |
| Pluriel                                                  |                 | |
| Nominatif / Vocatif animé                                | *-es            | |
| Accusatif animé                                          | *-ns            | Réduit à *-s dans les thèmes terminés par une laryngale. Remplacé par une forme pronominale *-us en anatolien.    |
| Nominatif / Vocatif / Accusatif neutre                   | *-e(h2) / *-h2  | Variante : absence de désinence mais allongement de la dernière voyelle du thème.                                 |
| Locatif                                                  | *-su            | |
| Génitif                                                  | *-om, *-oom     | *-on, *-oon dans les langues qui substituent *n final à *m final. Le gotique -ē peut provenir de *-eem            |
| Ablatif / Datif                                          | *-bhos, *-bhyos | Variante : *-mos                                                                                                  |
| Instrumental                                             | *-bhis          | Variante : *-mis                                                                                                  |

#### Vocalisme et ton
Le degré des voyelles du thème et la place du ton peuvent varier au cours de la flexion.
Il existe deux types majeurs de déclinaisons : thématique et athématique. Les déclinaisons thématiques des substantifs sont formés avec un suffixe *-o- (*-e au vocatif), et n'a pas d'alternance vocalique. Les flexions athématiques sont plus archaïques, et elles sont classifiées par leur comportement dans l'alternance vocalique : « acro-statique », « protéro-dynamique », « hystéro-dynamique », et « holo-dynamique », après le positionnement de l'accent premier indo-européen (« dynamis ») dans le paradigme.
| Type        | acro-statique                                                | acro-statique                                                                 | acro-statique                      |                                                     | protéro-dynamique                                                | protéro-dynamique                  | protéro-dynamique |
| Type        | Racine                                                       | Suffixe                                                                       | Désinence                          | Racine                                              | Suffixe                                                          | Désinence                          |                   |
| ----------- | ------------------------------------------------------------ | ----------------------------------------------------------------------------- | ---------------------------------- | --------------------------------------------------- | ---------------------------------------------------------------- | ---------------------------------- | ----------------- |
| cas forts   | Ton vocalisme *é *h₂éw-i-s (lat. avis « oiseau »)            |                                                                               |                                    | Ton vocalisme *é *péh₂-wr̥ (hittite. paḫḫur « feu ») |                                                                  |                                    |                   |
| cas faibles | Ton vocalisme *é *h₂éw-i-s (Gén. latin avis « de l'oiseau ») |                                                                               |                                    |                                                     | Ton vocalisme *é *ph₂-wén-s (Gén. hittite. paḫḫuenaš « du feu ») |                                    |                   |
| Type        | hystéro-dynamique                                            | hystéro-dynamique                                                             | hystéro-dynamique                  |                                                     | holo-dynamique                                                   | holo-dynamique                     | holo-dynamique    |
| Type        | Racine                                                       | Suffixe                                                                       | Désinence                          | Racine                                              | Suffixe                                                          | Désinence                          |                   |
| cas forts   |                                                              | Ton vocalisme *é (Acc.Sing.; Nom.Sing. avec vocalisme *ḗ) *ph₂-tér-m̥ « père » |                                    | Ton vocalisme *é *h₂éws-ōs « aurore »               | vocalisme *ō (Nom.Sing.) vocalisme *o (Acc.Sing.)                |                                    |                   |
| cas faibles |                                                              |                                                                               | Ton vocalisme *é *ph₂-tr-és (Gén.) |                                                     |                                                                  | Ton vocalisme *é *h₂us-s-és (Gén.) |                   |

### Pronoms
Les pronoms indo-européens sont difficiles à reconstruire à cause de leur variété dans les langues-filles. C'est particulièrement le cas pour les pronoms démonstratifs. L'indo-européen a des pronoms personnels pour les première et deuxième personnes, mais pour la troisième, des démonstratifs sont utilisés. Les pronoms personnels ont leur propre radical et leurs propres terminaisons, et certains ont même deux radicaux ; cela reste visible en français, où deux formes demeurent pour le pronom personnel de la première personne : « je » (sujet), « me » (objet). Pour Beekes, il y a aussi deux formes pour le pronom à l'accusatif, au génitif et au datif : une forme accentuée (ou tonique) et une forme enclitique (ou atone).
| Cas       | Cas        | Pronoms personnels | Pronoms personnels | Pronoms personnels | Pronoms personnels |
| Cas       | Cas        | Première personne  | Première personne  | Deuxième personne  | Deuxième personne  |
| Cas       | Cas        | Singulier          | Pluriel            | Singulier          | Pluriel            |
| --------- | ---------- | ------------------ | ------------------ | ------------------ | ------------------ |
| Nominatif | accentué   | *h₁eǵ(h₂)          | *wéi               | *túh₂              | *yuHs              |
| Nominatif | emphatique | *h₁eǵóm            | *weyóm             | *tuh₂óm            |                    |
| Accusatif | accentué   | *h₁m̥-mé → *h₁mé    | *n̥smé              | *twé               | *usmé              |
| Accusatif | enclitique | *h₁me              | *nōs               | *te                | *wōs               |
| Génitif   | accentué   | *h₁méme            | *n̥sóm              | *téwe              | *usóm              |
| Génitif   | enclitique | *h₁moi             | *nos               | *toi               | *wos               |
| Datif     | accentué   | *h₁méǵʰi           | *n̥sméi             | *tébʰio            | *usmei             |
| Datif     | enclitique | *h₁moi             | *nos               | *toi               | *wos               |
| Ablatif   | Ablatif    | *h₁mét             | *n̥smét             | *tuét              | *usmét             |
| Locatif   | Locatif    | *h₁moí             | *n̥smi              | *toí               | *usmi              |

Comme pour les démonstratifs, on parvient à reconstruire un système avec seulement deux pronoms : *so / *seh₂ / *tód, « cela », et *h₁éi / *h₁ih₂ / *h₁id, « ceci », « le » anaphorique. On postule aussi l'existence de plusieurs particules adverbiales *ḱis, « là », *h₁idh₂, « ici », *h₂en, « là-bas », et *h₂eu « encore », desquels les démonstratifs ont été construits dans plusieurs langues-filles.

### Verbes
Le système verbal indo-européen est relativement complexe et, comme pour le nom, a une alternance vocalique. Les verbes ont au moins quatre modes (indicatif, impératif, subjonctif, optatif, et peut-être un mode injonctif, reconstruit d'après le sanskrit védique). Ils ont aussi deux voix, active et médio-passive, trois personnes (première, deuxième et troisième), et trois nombres (singulier, duel et pluriel).
Les verbes sont conjugués à au moins trois temps : présent, aoriste et parfait, qui a au départ une valeur aspectuelle. À l'indicatif, un imparfait et un plus-que-parfait (bien que ce soit moins évident pour ce dernier) ont pu exister. La conjugaison est aussi marquée par un système très développé de participes, un pour chaque combinaison de temps et de mode, et une série de noms verbaux et de formations adjectivales.
| Nombre    | Nombre | Buck        | Buck          | Beekes      | Beekes     |
| Nombre    | Nombre | Athématique | Thématique    | Athématique | Thématique |
| --------- | ------ | ----------- | ------------- | ----------- | ---------- |
| Singulier | 1re    | *-mi        | *-ō           | *-mi        | *-oH       |
| Singulier | 2e     | *-si        | *-esi         | *-si        | *-eh₁i     |
| Singulier | 3e     | *-ti        | *-eti         | *-ti        | *-e        |
| Pluriel   | 1re    | *-mos / mes | *-omos / omes | *-mes       | *-omom     |
| Pluriel   | 2e     | *-te        | *-ete         | *-th₁e      | *-eth₁e    |
| Pluriel   | 3e     | *-nti       | *-onti        | *-nti       | *-o        |

#### Conjugaison athématique
Voici un exemple, selon Ringe, de la conjugaison athématique d'un verbe, avec infixe nasal au présent, thème d'aoriste et redoublement au parfait. Deux séries de terminaisons sont fournies pour les désinences primaires médio-passives (au subjonctif et à l'indicatif primaire) : les dialectes centraux (indo-iranien, grec, germanique, balto-slave, albanais et arménien) utilisent des désinences en *y, alors que les dialectes périphériques (italique, celtique, hittite et tokharien) ont conservé les désinences en *r, qui sont généralement considérées comme les formes originelles.
Les hypothèses suivantes de Ringe sur la phonologie de l'indo-européen commun ne sont pas universellement acceptées :
1. La loi de Sievers s'applique à toutes les sonantes (*i, *u, *r, *l, *n, *m) quelle que soit leur position.
2. En fin de mot, *-t devient *-d lorsque le mot suivant commence par une voyelle ou par une consonne sonore.

Les effects de la loi boukólos, largement acceptée, sont indiqués. Cette loi stipule que *kʷ se transforme en *k s'il est suivi par *u ou *w.
Racine :*leikʷ- « laisser »
| Voix active        | Voix active                                         | Voix active                                         | Voix active                                         | Voix active                                         | Voix active                                         |
| Personne           | Présent de l'indicatif                              | Prétérit                                            | Subjonctif                                          | Optatif                                             | Impératif                                           |
| ------------------ | --------------------------------------------------- | --------------------------------------------------- | --------------------------------------------------- | --------------------------------------------------- | --------------------------------------------------- |
| 1 sg.              | *linékʷmi                                           | *linékʷm̥                                            | *linékʷoh₂                                          | *linkʷyéh₁m̥                                         | —                                                   |
| 2 sg.              | *linékʷsi                                           | *linékʷs                                            | *linékʷesi                                          | *linkʷyéh₁s                                         | *linékʷ, *linkʷdʰí                                  |
| 3 sg.              | *linékʷti                                           | *linékʷt                                            | *linékʷeti                                          | *linkʷyéh₁t                                         | *linékʷtu                                           |
| 1 du.              | *linkwós                                            | *linkwé                                             | *linékʷowos                                         | *linkʷih₁wé                                         | —                                                   |
| 2 du.              | *linkʷtés                                           | *linkʷtóm                                           | *linékʷetes                                         | *linkʷih₁tóm                                        | *linkʷtóm                                           |
| 3 du.              | *linkʷtés                                           | *linkʷtā́m                                           | *linékʷetes                                         | *linkʷih₁tā́m                                        | *linkʷtā́m                                           |
| 1 pl.              | *linkʷmós                                           | *linkʷmé                                            | *linékʷomos                                         | *linkʷih₁mé                                         | —                                                   |
| 2 pl.              | *linkʷté                                            | *linkʷté                                            | *linékʷete                                          | *linkʷih₁té                                         | *linkʷté                                            |
| 3 pl.              | *linkʷénti                                          | *linkʷénd                                           | *linékʷonti                                         | *linkʷih₁énd                                        | *linkʷéntu                                          |
| participe          | *linkʷónts, *linkʷn̥tés; *linkʷóntih₂, *linkʷn̥tyéh₂s | *linkʷónts, *linkʷn̥tés; *linkʷóntih₂, *linkʷn̥tyéh₂s | *linkʷónts, *linkʷn̥tés; *linkʷóntih₂, *linkʷn̥tyéh₂s | *linkʷónts, *linkʷn̥tés; *linkʷóntih₂, *linkʷn̥tyéh₂s | *linkʷónts, *linkʷn̥tés; *linkʷóntih₂, *linkʷn̥tyéh₂s |
| Voix médio-passive |                                                     |                                                     |                                                     |                                                     |                                                     |
| Personne           | Présent de l'indicatif                              | Prétérit                                            | Subjonctif                                          | Optatif                                             | Impératif                                           |
| 1 sg.              | *linkʷh₂ér, -h₂éi                                   | *linkʷh₂é                                           | *linékʷoh₂er, -oh₂ei                                | *linkʷih₁h₂é                                        | —                                                   |
| 2 sg.              | *linkʷth₂ér, -th₂éi                                 | *linkʷth₂é                                          | *linékʷeth₂er, -eth₂ei                              | *linkʷih₁th₂é                                       | ?                                                   |
| 3 sg.              | *linkʷtór, -tói                                     | *linkʷtó                                            | *linékʷetor, -etoi                                  | *linkʷih₁tó                                         | ?                                                   |
| 1 du.              | *linkwósdʰh₂                                        | *linkwédʰh₂                                         | *linékʷowosdʰh₂                                     | *linkʷih₁wédʰh₂                                     | —                                                   |
| 2 du.              | ?                                                   | ?                                                   | ?                                                   | ?                                                   | ?                                                   |
| 3 du.              | ?                                                   | ?                                                   | ?                                                   | ?                                                   | ?                                                   |
| 1 pl.              | *linkʷm̥ósdʰh₂                                       | *linkʷm̥édʰh₂                                        | *linékʷomosdʰh₂                                     | *linkʷih₁médʰh₂                                     | —                                                   |
| 2 pl.              | *linkʷdʰh₂wé                                        | *linkʷdʰh₂wé                                        | *linékʷedʰh₂we                                      | *linkʷih₁dʰh₂wé                                     | *linkʷdʰh₂wé                                        |
| 3 pl.              | *linkʷn̥tór, -n̥tói                                   | *linkʷn̥tó                                           | *linékʷontor, -ontoi                                | *linkʷih₁ró                                         | ?                                                   |
| participe          | *linkʷm̥h₁nós                                        | *linkʷm̥h₁nós                                        | *linkʷm̥h₁nós                                        | *linkʷm̥h₁nós                                        | *linkʷm̥h₁nós                                        |

| Voix active        | Voix active                                     | Voix active                                     | Voix active                                     | Voix active                                     |
| Personne           | Indicatif                                       | Subjonctif                                      | Optatif                                         | Impératif                                       |
| ------------------ | ----------------------------------------------- | ----------------------------------------------- | ----------------------------------------------- | ----------------------------------------------- |
| 1 sg.              | *léikʷm̥                                         | *léikʷoh₂                                       | *likʷyéh₁m̥                                      | —                                               |
| 2 sg.              | *léikʷs                                         | *léikʷesi                                       | *likʷyéh₁s                                      | *léikʷ, *likʷdʰí                                |
| 3 sg.              | *léikʷt                                         | *léikʷeti                                       | *likʷyéh₁t                                      | *léikʷtu                                        |
| 1 du.              | *likwé                                          | *léikʷowos                                      | *likʷih₁wé                                      | —                                               |
| 2 du.              | *likʷtóm                                        | *léikʷetes                                      | *likʷih₁tóm                                     | *likʷtóm                                        |
| 3 du.              | *likʷtā́m                                        | *léikʷetes                                      | *likʷih₁tā́m                                     | *likʷtā́m                                        |
| 1 pl.              | *likʷmé                                         | *léykʷomos                                      | *likʷih₁mé                                      | —                                               |
| 2 pl.              | *likʷté                                         | *léikʷete                                       | *likʷih₁té                                      | *likʷté                                         |
| 3 pl.              | *likʷénd                                        | *léikʷonti                                      | *likʷih₁énd                                     | *likʷéntu                                       |
| participe          | *likʷónts, *likʷn̥tés; *likʷóntih₂, *likʷn̥tyéh₂s | *likʷónts, *likʷn̥tés; *likʷóntih₂, *likʷn̥tyéh₂s | *likʷónts, *likʷn̥tés; *likʷóntih₂, *likʷn̥tyéh₂s | *likʷónts, *likʷn̥tés; *likʷóntih₂, *likʷn̥tyéh₂s |
| Voix médio-passive |                                                 |                                                 |                                                 |                                                 |
| Personne           | Indicatif                                       | Subjonctif                                      | Optatif                                         | Impératif                                       |
| 1 sg.              | *likʷh₂é                                        | *léikʷoh₂er, -oh₂ei                             | *likʷih₁h₂é                                     | —                                               |
| 2 sg.              | *likʷth₂é                                       | *léikʷeth₂er, -eth₂ei                           | *likʷih₁th₂é                                    | ?                                               |
| 3 sg.              | *likʷtó                                         | *léikʷetor, -etoi                               | *likʷih₁tó                                      | ?                                               |
| 1 du.              | *likwédʰh₂                                      | *léikʷowosdʰh₂                                  | *likʷih₁wédʰh₂                                  | —                                               |
| 2 du.              | ?                                               | ?                                               | ?                                               | ?                                               |
| 3 du.              | ?                                               | ?                                               | ?                                               | ?                                               |
| 1 pl.              | *likʷmédʰh₂                                     | *léikʷomosdʰh₂                                  | *likʷih₁médʰh₂                                  | —                                               |
| 2 pl.              | *likʷdʰh₂wé                                     | *léikʷedʰh₂we                                   | *likʷih₁dʰh₂wé                                  | *likʷdʰh₂wé                                     |
| 3 pl.              | *likʷn̥tó                                        | *léikʷontor, -ontoi                             | *likʷih₁ró                                      | ?                                               |
| participe          | *likʷm̥h₁nós                                     | *likʷm̥h₁nós                                     | *likʷm̥h₁nós                                     | *likʷm̥h₁nós                                     |

| Personne  | Indicatif                                          | Subjonctif                                         | Optatif                                            | Impératif                                          |
| --------- | -------------------------------------------------- | -------------------------------------------------- | -------------------------------------------------- | -------------------------------------------------- |
| 1 sg.     | *lelóikʷh₂e                                        | *leléikʷoh₂                                        | *lelikʷyéh₁m̥                                       | —                                                  |
| 2 sg.     | *lelóikʷth₂e                                       | *leléikʷesi                                        | *lelikʷyéh₁s                                       | ?, *lelikʷdʰí                                      |
| 3 sg.     | *lelóikʷe                                          | *leléikʷeti                                        | *lelikʷyéh₁t                                       | ?                                                  |
| 1 du.     | *lelikwé                                           | *leléikʷowos                                       | *lelikʷih₁wé                                       | —                                                  |
| 2 du.     | ?                                                  | *leléikʷetes                                       | *lelikʷih₁tóm                                      | ?                                                  |
| 3 du.     | ?                                                  | *leléikʷetes                                       | *lelikʷih₁tā́m                                      | ?                                                  |
| 1 pl.     | *lelikʷmé                                          | *leléikʷomos                                       | *lelikʷih₁mé                                       | —                                                  |
| 2 pl.     | *lelikʷé                                           | *leléikʷete                                        | *lelikʷih₁té                                       | ?                                                  |
| 3 pl.     | *lelikʷḗr                                          | *leléikʷonti                                       | *lelikʷih₁énd                                      | ?                                                  |
| participe | *lelikwṓs, *lelikusés; *lelikwósih₂, *lelikusyéh₂s | *lelikwṓs, *lelikusés; *lelikwósih₂, *lelikusyéh₂s | *lelikwṓs, *lelikusés; *lelikwósih₂, *lelikusyéh₂s | *lelikwṓs, *lelikusés; *lelikwósih₂, *lelikusyéh₂s |

#### Conjugaison thématique
Voici un exemple, selon Ringe, de la conjugaison thématique d'un verbe, simplement au présent. Les deux séries de terminaisons citées précédemment pour les désinences primaires médio-passives, sont de nouveau employées, de même que les théories précitées sur la phonologie.
Ici s'ajoute une règle sur la disparition des laryngales présentes dans la séquence -oRHC ou -oRH#. R représente une sonante quelconque, H une laryngale indéterminée, C une consonne quelconque, # la terminaison d'un mot. Elle fait disparaitre la plupart du temps le *h₁ à l'optatif.
Racine : *bʰer- « porter »
| Voix active        | Voix active                                       | Voix active                                       | Voix active                                       | Voix active                                       | Voix active                                       |
| Personne           | Présent de l'indicatif                            | Prétérit                                          | Subjonctif                                        | Optatif                                           | Impératif                                         |
| ------------------ | ------------------------------------------------- | ------------------------------------------------- | ------------------------------------------------- | ------------------------------------------------- | ------------------------------------------------- |
| 1 sg.              | *bʰéroh₂                                          | *bʰérom                                           | *bʰérōh₂                                          | *bʰéroih₁m̥                                        | —                                                 |
| 2 sg.              | *bʰéresi                                          | *bʰéres                                           | *bʰérēsi                                          | *bʰérois                                          | *bʰére                                            |
| 3 sg.              | *bʰéreti                                          | *bʰéred                                           | *bʰérēti                                          | *bʰéroit                                          | *bʰéretu                                          |
| 1 du.              | *bʰérowos                                         | *bʰérowe                                          | *bʰérōwos                                         | *bʰéroiwe                                         | —                                                 |
| 2 du.              | *bʰéretes                                         | *bʰéretom                                         | *bʰérētes                                         | *bʰéroitom                                        | *bʰéretom                                         |
| 3 du.              | *bʰéretes                                         | *bʰéretām                                         | *bʰérētes                                         | *bʰéroitām                                        | *bʰéretām                                         |
| 1 pl.              | *bʰéromos                                         | *bʰérome                                          | *bʰérōmos                                         | *bʰéroime                                         | —                                                 |
| 2 pl.              | *bʰérete                                          | *bʰérete                                          | *bʰérēte                                          | *bʰéroite                                         | *bʰérete                                          |
| 3 pl.              | *bʰéronti                                         | *bʰérond                                          | *bʰérōnti                                         | *bʰéroih₁end                                      | *bʰérontu                                         |
| participe          | *bʰéronts, *bʰérontos; *bʰérontih₂, *bʰérontyeh₂s | *bʰéronts, *bʰérontos; *bʰérontih₂, *bʰérontyeh₂s | *bʰéronts, *bʰérontos; *bʰérontih₂, *bʰérontyeh₂s | *bʰéronts, *bʰérontos; *bʰérontih₂, *bʰérontyeh₂s | *bʰéronts, *bʰérontos; *bʰérontih₂, *bʰérontyeh₂s |
| Voix médio-passive |                                                   |                                                   |                                                   |                                                   |                                                   |
| Personne           | Présent de l'indicatif                            | Prétérit                                          | Subjonctif                                        | Optatif                                           | Impératif                                         |
| 1 sg.              | *bʰéroh₂er, -oh₂ei                                | *bʰéroh₂e                                         | *bʰérōh₂er, -ōh₂ei                                | *bʰéroih₂e                                        | —                                                 |
| 2 sg.              | *bʰéreth₂er, -eth₂ei                              | *bʰéreth₂e                                        | *bʰérēth₂er, -ēth₂ei                              | *bʰéroith₂e                                       | ?                                                 |
| 3 sg.              | *bʰéretor, -etoi                                  | *bʰéreto                                          | *bʰérētor, -ētoi                                  | *bʰéroito                                         | ?                                                 |
| 1 du.              | *bʰérowosdʰh₂                                     | *bʰérowedʰh₂                                      | *bʰérōwosdʰh₂                                     | *bʰéroiwedʰh₂                                     | —                                                 |
| 2 du.              | ?                                                 | ?                                                 | ?                                                 | ?                                                 | ?                                                 |
| 3 du.              | ?                                                 | ?                                                 | ?                                                 | ?                                                 | ?                                                 |
| 1 pl.              | *bʰéromosdʰh₂                                     | *bʰéromedʰh₂                                      | *bʰérōmosdʰh₂                                     | *bʰéroimedʰh₂                                     | —                                                 |
| 2 pl.              | *bʰéredʰh₂we                                      | *bʰéredʰh₂we                                      | *bʰérēdʰh₂we                                      | *bʰéroidʰh₂we                                     | *bʰéredʰh₂we                                      |
| 3 pl.              | *bʰérontor, -ontoi                                | *bʰéronto                                         | *bʰérōntor, -ōntoi                                | *bʰéroiro                                         | ?                                                 |
| participe          | *bʰéromnos (< *-o-mh₁no-s)                        | *bʰéromnos (< *-o-mh₁no-s)                        | *bʰéromnos (< *-o-mh₁no-s)                        | *bʰéromnos (< *-o-mh₁no-s)                        | *bʰéromnos (< *-o-mh₁no-s)                        |

### Nombres
Le système indo-européen de numération est décimal. Les nombres de l'indo-européen sont en général reconstruits ainsi :
| Nombre           | Sihler                                               | Beekes          |
| ---------------- | ---------------------------------------------------- | --------------- |
| un               | *Hoi-no- / *Hoi-wo- / *Hoi-k(ʷ)o- ; *sem-            | *Hoi(H)nos      |
| deux             | *d(u)wo-                                             | *duoh₁          |
| trois            | *trei- (degré plein) / *tri- (degré zéro)            | *treies         |
| quatre           | *kʷetwor- (timbre o) / *kʷetur- (degré zéro)         | *kʷetuōr        |
| cinq             | *penkʷe                                              | *penkʷe         |
| six              | *s(w)eḱs ; peut-être au départ *weḱs                 | *(s)uéks        |
| sept             | *septm̥                                               | *séptm          |
| huit             | *oḱtō, *oḱtou ou *h₃eḱtō, *h₃eḱtou                   | *h₃eḱteh₃       |
| neuf             | *(h₁)newn̥                                            | *(h₁)néun       |
| dix              | *deḱm̥(t)                                             | *déḱmt          |
| vingt            | *wīḱm̥t- ; peut-être au départ *widḱomt-              | *duidḱmti       |
| trente           | *trīḱomt- ; peut-être au départ *tridḱomt-           | *trih₂dḱomth₂   |
| quarante         | *kʷetwr̥̄ḱomt- ; peut-être au départ *kʷetwr̥dḱomt-     | *kʷeturdḱomth₂  |
| cinquante        | *penkʷēḱomt- ; peut-être au départ *penkʷedḱomt-     | *penkʷedḱomth₂  |
| soixante         | *s(w)eḱsḱomt- ; peut-être au départ *weḱsdḱomt-      | *ueksdḱomth₂    |
| soixante-dix     | *septm̥̄ḱomt- ; peut-être au départ *septm̥dḱomt-       | *septmdḱomth₂   |
| quatre-vingts    | *oḱtō(u)ḱomt- ; peut-être au départ *h₃eḱto(u)dḱomt- | *h₃eḱth₃dḱomth₂ |
| quatre-vingt-dix | *(h₁)newn̥̄ḱomt- ; peut-être au départ *h₁newn̥dḱomt-   | *h₁neundḱomth₂  |
| cent             | *ḱm̥tom ; peut-être au départ *dḱm̥tom                 | *dḱmtóm         |
| mille            | *ǵheslo- ; *tusdḱomti                                | *ǵʰes-l-        |

Lehman pense que les nombres plus grands que 10 sont construits séparément dans les groupes de dialectes et que *ḱm̥tóm signifiait à l'origine « un grand nombre », plutôt que spécifiquement « cent ». Il faut remarquer que la numération reconstituée de l'indo-européen présente beaucoup d'analogies avec celle du latin.
De 5 à 10, les nombres cardinaux sont indéclinables et sans distinction de genre, contrairement aux nombres 1 à 4.

### Particules
Beaucoup de particules peuvent être utilisées à la fois comme adverbes et postpositions, comme *upo, « sous ». Les postpositions deviennent des prépositions dans la plupart des langues-filles. Parmi les autres particules qu'on peut reconstruire, il y a :
- Les négations : *ne négation simple, peut se préfixer en *ṇ-, *né tonique en négation de phrase. La prohibition s'exprime par *mḗ (*méh1 ?).
- les conjonctions *kʷe, « et », à l'origine postposée à chacun des termes associés, souvent disparue après le premier terme, parfois après le second. *wē, « ou », utilisée de la même façon.
- Une interjection, *wai !, exprimant un malheur.

### Ordre des mots
En général, le déterminant précède le déterminé, qu'il s'agisse d'un adjectif qualificatif, d'un génitif d'appartenance, d'un adverbe, mais l'adjectif différenciateur est postposé.
Dans une phrase, les formes atones remontent en deuxième position. Le verbe personnel, atone en proposition principale ou indépendante, figure en deuxième position, après son objet ; tonique dans une subordonnée, il se place généralement en fin de phrase. Le sujet est d'ordinaire au début, suivi par les circonstants, les actants, enfin l'accusatif d'objet. Si le sujet est à l'origine du procès, les éléments sont placés dans l'ordre chronologique.

## Reconstitution du lexique: quelques exemples
Dès le XIXe siècle, les linguistes ont établi de nombreuses correspondances dans le lexique : ainsi, ils ont montré que, depuis l'Inde jusqu'à l'Irlande, les noms de la parenté par exemple se correspondent rigoureusement. Un emprunt étant exclu entre langues aussi séparées dans l'espace et dans le temps, ils ont conclu qu'une telle concordance ne pouvait s'expliquer que par un héritage commun. Des linguistes comme Émile Benveniste ont pu reconstruire une grande partie du vocabulaire de l'organisation ethnique et sociale et de nombreux termes institutionnels, en particulier juridiques. La désignation des principaux organes internes et externes de l'être humain est concordante et les formes reconstituées particulièrement archaïques.
Les étymons indo-européens doivent être précédés d'un astérisque, qui indique le caractère supposé et non attesté de la forme. Il existe plusieurs manières de noter les étymons, selon le degré de précision ; par exemple, le mot signifiant « mère » est noté *mātēr ou, plus précisément (et si l'on suit les thèses laryngalistes, méħ2tēr) (ou bien, avec d'autres conventions typographiques, méH2tēr, méh2tēr). Cela se constate d'autant mieux avec l'étymon pour « soleil », séh2-ul, *séħ2-ul, *sāul-, etc.
Voici quelques exemples d'étymons indo-européens reconstitués et de mots dont ils sont l'origine :

### «Père»
Indo-européen : *ph₂tér
- vieil arménien : « հայր » (hayr)
- germanique : « *fader », d'où, par exemple, pour les langues germaniques :
  - allemand : « Vater »
  - anglais : « father »
  - danois et suédois : « fader » (forme traditionnelle) ou « far » (forme moderne)
  - islandais: « faðir »
  - néerlandais : « vader »
- grec ancien : « πατήρ » (patḗr)
- irlandais : « athair »
- latin : « pater », d'où, par exemple, pour les langues romanes :
  - espagnol et italien : « padre »
  - français : « père »
  - occitan : « paire »
  - catalan : « pare »
  - portugais : « pai »
- persan : « پدر » (pedar/padar)
- sanskrit : « पितृ » (pitr̩)
- tokharien A « pācar » et B « pācer »

### «Mère»
Indo-européen : *méh₂tēr
- albanais : « motër » (désigne la sœur)
- arménien : « մայր » (mayr)
- germanique : « *mōdēr », d'où, par exemple, pour les langues germaniques :
  - allemand : « Mutter »
  - anglais : « mother »
  - danois et suédois : « moder » (forme traditionnelle) ou « mor » (forme moderne)
  - islandais : « móðir »
  - néerlandais : « moeder »
- grec ancien : « μήτηρ » (mếtêr) (ou μάτηρ (mátêr) en dorien)
- irlandais : « máthair »
- latin : « mater », d'où, par exemple, pour les langues romanes :
  - espagnol, italien : « madre »
  - portugais : « mãe »
  - français : « mère »
  - occitan : « maire »
  - catalan : « mare »
  - roumain : « mama »
- letton : « māte »
- persan : « مادر » (mādar)
- slave : « *mati », d'où, par exemple, pour les langues slaves :
  - biélorusse : « матка » (matka)
  - bulgare : « майка » (maïka)
  - russe : « мать » (mat)
  - slovène : « mati »
- sanskrit : « मातृ » (mātr̩)
- tokharien A « mācar » et B « mācer »

### «Fils»
- *suHnús :
  - avestique : « hunu »
  - germanique : « sunuz », d'où, par exemple, pour les langues germaniques :
    - allemand : « Sohn »
    - anglais : « son »
    - islandais : « sonur »
    - néerlandais : « zoon »
    - norvégien : « sønn »

  - lituanien : « sūnus »
  - sanskrit : « सूनु » (sūnú)
  - slave : « *synъ », d’où, par exemple, pour les langues slaves :
    - biélorusse : « сын » (syn)
    - macédonien : « син » (sin)
    - slovaque : « syn »
- *suHjús :
  - arménien : « ուստր (ustr)
  - grec ancien : « υἱός » (hyiós)
  - gallois : « hogyn »
  - tokharien : A « se », B « soy »

### «Fille» (descendante)
Indo-européen : *dʰugh₂tēr
- sanskrit : « दुहितृ » (duhitr̩)
- arménien : « դուստր» (dustr)
- persan : « دختر » (dokhtar)
- grec ancien : « θυγάτηρ » (thugátêr)
- lituanien : « duktė »
- gaulois : « duxtir »
- proto-germanique : « duhtēr », d'où, par exemple, pour les langues germaniques :
  - allemand : « Tochter »
  - anglais : « daughter »
  - danois et norvégien : « datter »
  - islandais : « dóttir »
  - néerlandais : « dochter »
- proto-slave : « dъkti », d'où, par exemple, pour les langues slaves :
  - biélorusse : « дачка » (datchka)
  - macédonien : « ќерка » (kjerka)
  - polonais : « córka »
  - serbe : « ћерка » (ćerka)
  - slovaque : « dcéra »
  - croate : « kćerka »

### «Frère»
Indo-européen : *bʰréh₂ter
- sanskrit : « भ्रातृ » (bhrātr̩)
- breton : « breur »
- arménien : « եղբայր » (eghbair̩)
- grec ancien : « φράτηρ » (frátêr)
- latin : « frater », d'où, par exemple, pour les langues romanes :
  - français : « frère »
  - occitan : « fraire »
  - roumain : « frate »
- lituanien : « brolis »
- persan : « برادر » (barādar)
- proto-germanique : « brōþēr », par exemple, d'où, par exemple, pour les langues germaniques :
  - allemand : « Bruder »
  - anglais : « brother »
  - islandais: «bróðir »
  - néerlandais : « broeder »
  - norvégien : « bror »
- proto-slave : « bratъ », d'où, par exemple, pour les langues slaves :
  - biélorusse : « брат » (brat)
  - polonais : « brat »
  - tchèque : « bratr »

### «Sœur»
Indo-européen : *swésōr
- sanskrit : « स्वसर » (svasar)
- Arménien : «քոյր » (kouyr)
- breton : « c'hoar »
- latin : « soror », d'où, par exemple, pour les langues romanes :
  - français : « sœur »
  - occitan : « sòrre »
  - italien : « sorella »
  - roumain : « sora »
- lituanien : « sesuo »
- persan : « خواهر » (khāhar/khwāhar)
- proto-germanique : « swistr », d'où, par exemple, pour les langues germaniques :
  - allemand : « Schwester »
  - islandais: « systir »
  - anglais : « sister »
  - néerlandais : « zuster »
  - norvégien : « søster »
- proto-slave : « sestra », d'où, par exemple, pour les langues slaves :
  - biélorusse : « сястра » (siastra)
  - bulgare : « сестра » (sestra)
  - polonais : « siostra »
  - slovaque : « sestra »

### «Soleil»
Indo-européen : *sóh₂wl̥
- avestique gāthique : « huuarǝ »
- sanskrit : « सूर » (sūra)
- persan : « خاور » (khāvar/khāwar) et « خورشید » (khurshid - anciennement « khwarshid ») - racine khwar
- tokharien B « swāñco » (« rayon de soleil »)
- gotique : « 𐍃𐌰𐌿𐌹𐌻 » (sauil), « 𐍃𐌿𐌽𐌽𐌰 » (sunna)
- vieil anglais : « sunne » ; anglais : « sun »
- vieux haut allemand : « sunna », allemand : « Sonne »
- néerlandais : « zon »
- danois, norvégien, suédois : « sol »
- islandais: « sól »
- grec ancien :
  - attique : « ἥλιος » (hḗlios)
  - dorien littéraire : « ἀέλιος » (haélios) et « ἅλιος » (hálios)
  - arcadien : « ἀέλιος » (aélios)
  - lesbien : « ἀϜέλιος » (avélios)
- letton : « saule »
- vieux slave : « слъньце » (slǔnǐce)
- biélorusse : « сонца » (sonca)
- russe : « солнце » (solnce)
- polonais : « słońce »
- slovène : « sonce »
- vieil irlandais : « súil » (« œil »)
- gallois : « haul »
- breton : « heol »
- latin : « sōl », d'où, par exemple, pour les langues romanes :
  - espagnol, catalan, portugais : « sol »
  - italien : « sole »
  - français : « soleil »
  - occitan : « solelh »
  - roumain : « soare »
- louvite : « seḫuu̯al(a) »

### «Cheval»
Indo-européen : *h₁éḱwos
- arménien : « էշ » (ēš, désigne l'âne)
- sanskrit : « अश्व » (aśva)
- celtique
  - gaulois : « epos »
  - vieux breton : « eb »
    - breton : « ebeul » (diminutif, désigne le poulain)
- grec ancien : « ἵππος » (híppos)
  - éolien : « ἵκκος » (híkkos)
- latin : « equus »
  - espagnol : « yegua » (désigne la jument)
  - occitan : « èga » (désigne la jument)
  - portugais : « égua » (désigne la jument)
  - français : « équidé » (désigne la famille d'ongulés dont font partie les chevaux)
- lituanien : « ašvà » (désigne la jument)
- persan : « اسب » (asb)
- proto-germanique : « *ehwaz »
  - vieil anglais : « eoh »
  - islandais : « jór »

### «Vache»
Indo-européen : *gʷōws
- albanais : « gak » « verrat »
- arménien : « կով » (Kov)
- sanskrit : « गो » (go)
- breton : « buoc'h »
- grec ancien : « βόυς » (bóus)
- latin : « bos »
  - français : « bœuf »
  - occitan : « buòu »
  - catalan : « bou »
- persan : « گاو » (gāv/gāw)
- proto-germanique : « kowz », d'où pour les langues germaniques
  - allemand : « Kuh »
  - anglais : « cow »
  - danois : « ko »
  - islandais : « kýr »
  - néerlandais : « koe »
  - norvégien : « ku »

### «Loup»
Indo-européen *wĺ̥kʷos
- sanskrit : « वृक » (vr̩ka)
- iranien
  - avestique : « vəhrka- »
  - persan : « گرگ » (gorg)
- albanais : « ujk »
- germanique : « *wulfaz », d'où, par exemple, pour les langues germaniques :
  - allemand : « Wolf »
  - anglais : « wolf »
  - néerlandais : « wolf »
  - norrois : « úlfr »
    - danois : « ulv »
    - islandais : « úlfur »
    - suédois : « ulv »
    - norvégien : « ulf »
- grec ancien : « λύκος » (lúkos)
- latin : « lupus », d'où, par exemple, pour les langues romanes :
  - espagnol, portugais : « lobo »
  - français : « loup »
  - occitan : « lop »
  - catalan : « llop »
  - italien : « lupo »
  - roumain : « lup »
- letton : « vìlks »
- lituanien : « vilkas »
- slave : « *vьlkъ », d'où, par exemple, pour les langues slaves :
  - biélorusse : « воўк » (vowk)
  - russe : « волк » (volk)
  - bulgare : « вълк » (vălk)
  - macédonien : « волк » (volk)
  - polonais : « wilk »
  - serbe : « вук » (vuk)
  - tchèque : « vlk »

### «Je suis»
Indo-européen *h1és-mi
Descendants :
- hittite : ēšmi
- sanskrit : ásmi
- avestique : ahmi
- arménien : եմ (em)
- germanique :
  - vieil anglais : eom[53]
  - gotique : im
  - norrois : em
- grec ancien : εἰμί (eimí)
- albanais : jam
- latin : sum
- celtique :
  - gaulois : immi, imi[45]
  - vieil irlandais : am
- vieux lituanien : esmì
- vieux slave : єсмь (jesmǐ)

## Phraséologie, poétique
On observe dans les langues traditionnelles une très grande stabilité dans le domaine du style. Cette stabilité est telle qu'elle permet une reconstruction. Des spécialistes comme Rüdiger Schmitt ont ainsi mis au jour les vestiges d'un important formulaire poétique indo-européen. Certaines expressions sont indissociables des conceptions religieuses : les dieux sont « célestes », « immortels », « donneurs de biens ».
Dès 1864, Adalbert Kuhn relevait des traits communs dans les formules magiques ou curatives germaniques et védiques. Par la suite, de nombreuses études ont constaté des similitudes remarquables entre des textes littéraires de l'ensemble du domaine indo-européen. L'emploi d'un vocabulaire spécial pour la poésie est fréquemment attesté. Cette création lexicale peut s'obtenir de différentes façons dont la périphrase à valeur métaphorique, la kenning de la poésie germanique.

## Textes de démonstration
Comme l'indo-européen a été parlé par une société préhistorique, aucun vrai témoignage écrit n'existe, mais depuis le XIXe siècle, des spécialistes ont essayé plusieurs fois de composer des « textes de démonstration » pour montrer leurs thèses en application. Ces textes sont des hypothèses éclairées au mieux ; Calvert Watkins (en) en 1969 a fait observer que, malgré quelque cent cinquante années de pratique, la linguistique comparée n'est pas en mesure de reconstruire une seule phrase correcte en indo-européen. Malgré tout, ces textes ont le mérite de donner une impression de ce à quoi un énoncé cohérent en indo-européen pourrait ressembler.
Deux exemples de ces « textes de démonstration » :
- la Fable de Schleicher (Avis akvāsas ka), par August Schleicher, en 1868, modernisé par Hermann Hirt (1939) et Winfred Lehmann (en) et Ladislav Zgusta (en) (1979) ;
- le Roi et le Dieu (en) (rēḱs deiwos-kʷe) de S. K. Sen, E. P. Hamp, en 1994.

## Usages de ce modèle arboré à ramifications simples

### La méthodologie des linguistes
Ce que fournit la méthode de la grammaire comparée n'est pas une restitution de l'indo-européen, tel qu'il a été parlé : c'est un système défini de correspondances entre des langues historiquement attestées. Une langue aussi « une » que celle qui est supposée par les concordances observées entre les langues attestées ne peut se concevoir s'il n'a pas existé, durant une certaine période de temps, une nation qui présentait une unité. Mais les ressemblances de structure générale qu'on observe entre les langues indo-européennes actuellement parlées proviennent d'innovations parallèles et indépendantes plutôt que de la conservation du type indo-européen.
L'indo-européen commun reconstitué n'est pas du tout un ordre figé et originel, le matériel reconstitué se situe sur différents plans chronologiques. Par exemple, certains suffixes de l'indo-européen commun sont restés productifs dans les langues actuelles, parfois en changeant de signification, alors que d'autres ont cessé de créer des mots nouveaux dès l'époque commune. Ainsi, les « élargissements », d'anciens suffixes qui apparaissent à la fois à la suite de racines verbales et nominales sans qu'on puisse en déterminer le rôle.
Allan Bomhard a tenté de reconstituer 4 étapes dans l'évolution de l'indo-européen :
1. Un pré-indo-européen, que l'on ne peut reconstituer que par la comparaison avec d'autres familles de langues (si l'on admet l'hypothèse du nostratique).
2. L'indo-européen à accent tonique d'intensité. Les voyelles atones disparaissent progressivement. Des voyelles deviennent longues. Le système des sonantes se met en place. Les postpositions demeurent d'usage étendu. Les conjugaisons sont simples, distinguent l'aspect. L'ergativité a un rôle fondamental pour noms et verbes.
3. L'indo-européen à accent tonique de hauteur. L'accent tonique change de nature et de place dans les mots, le védique l'a en partie conservé ainsi[24]. L'ergativité commence à céder la place à l'emploi de l'accusatif. Les adjectifs se différencient des substantifs. Apparition des désinences primaires pour les verbes. Des temps commencent à remplacer l'aspect dans les conjugaisons.
4. L'indo-européen tardif en voie d'éclatement, lorsque les langues anatoliennes se sont séparées du tronc commun. L'ordre des mots privilégié passe de SOV à SVO. Les déclinaisons se complexifient, les formes thématiques se multiplient, le pluriel est mieux marqué. Le genre animé se scinde en masculin et féminin. Le duel apparaît. Les conjugaisons s'apparentent à celles du grec classique. Plusieurs formes de participes se forment. Cette dernière étape est largement acceptée par les linguistes depuis les enseignements fournis par le déchiffrement du hittite et la théorie des laryngales[24].

### Une critique par un archéologue
Pour l'archéologue Jean-Paul Demoule, les apports les plus connus de l'indo-européen se limitent le plus souvent à des facettes transitoires du modèle sous-jacent, à une analyse comparée des racines indo-européennes, ce qui est certes pratique pour un apprentissage des mots dans plusieurs langues. Mais le modèle est pauvre et peut être contredit. Plusieurs linguistes ont pointé les erreurs de l'ouvrage de Jean-Paul Demoule dans le domaine de la linguistique,,,.